# 甲八幡神社
甲八幡神社（かぶとはちまんじんじゃ）は、兵庫県姫路市にある神社。旧社格は郷社。
播磨国内鎮守大小明神社記では、惣明神大小諸大明神 百七十四社のうち太神 二拾四社のひとつ「甲太太神」とされている。

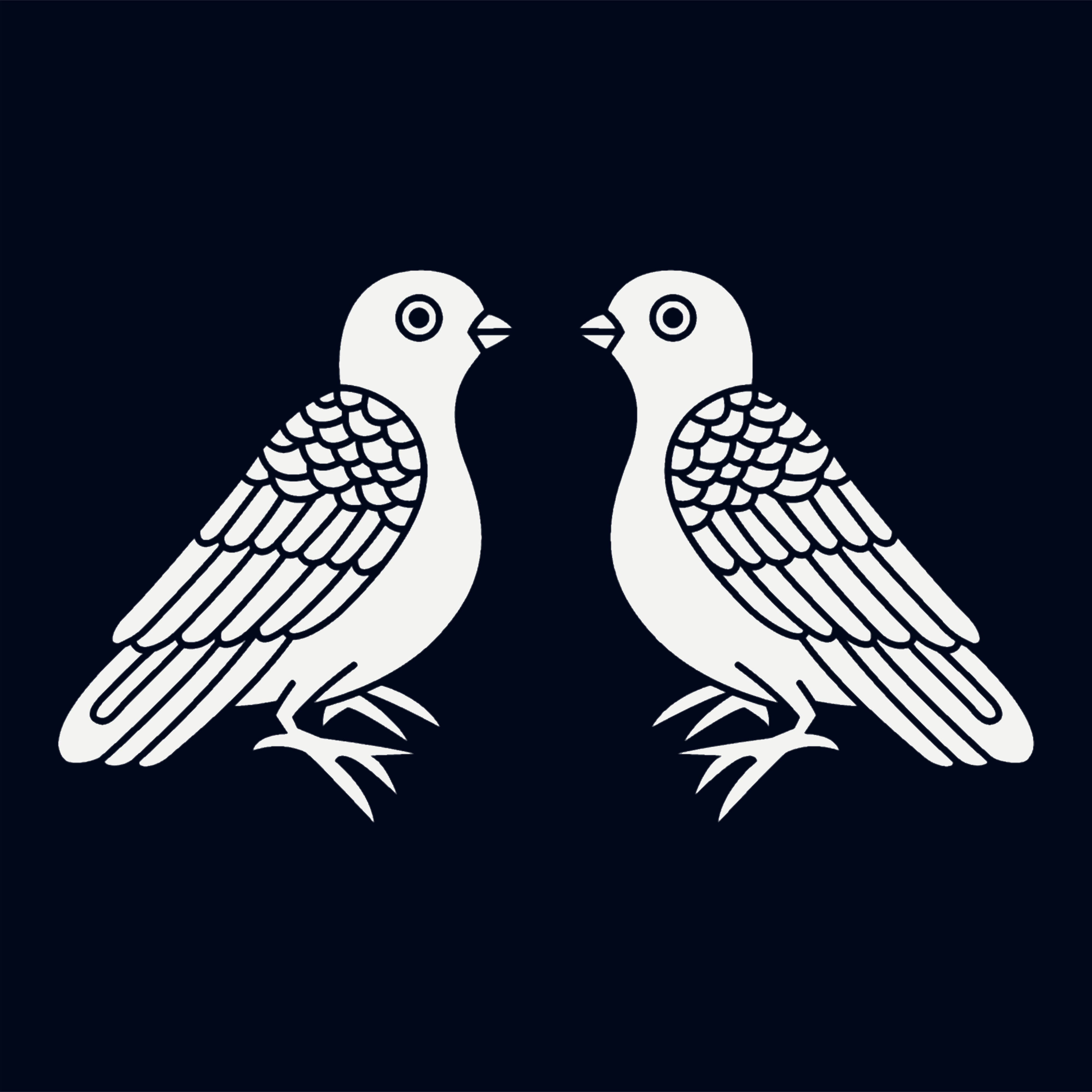
神紋(対い鳩)

## 概要

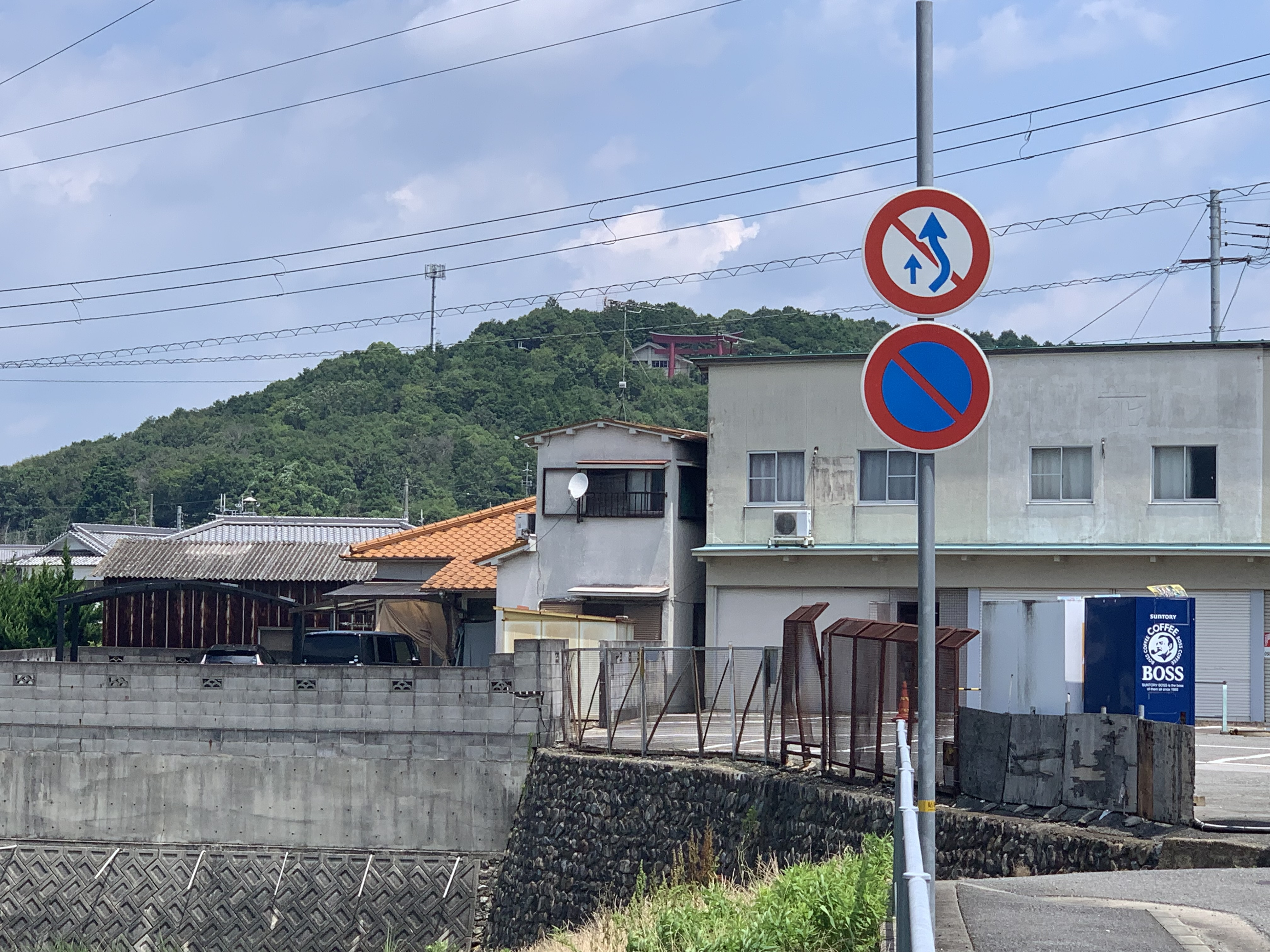
麓から見える大鳥居

神社が鎮座する甲山(かぶとやま 109m)は、 
『播磨国風土記』神前(かんざき)の郡に記載される｢冑山｣に比定され、風土記によると 
『冑岡というは、伊与都比古の神、宇智賀久牟豊富命と、相戦いし時、冑、此の岡に堕ちき。故、冑岡という』と記されている。 
伝承では貞観元年(859年)甲山の山上に八幡宮が創建された。
平安末期の後白河法皇院政の時代には北は船津町、福崎町八千種から南は砥堀にかけての地域に蔭山荘という荘園が成立したと推測されており、当社はこの蔭山荘の総氏宮の位置にあったと考えられる。
関ヶ原の戦いの後、姫路に入封した池田輝政は、当社に社領を寄進されたと云われ、幕末まで継承された。 
輝政以後の歴代姫路城主からも厚い崇敬を受け、例祭には弊帛を供えて祈願があった。 その後中世武将太尾兵庫、砥堀孫左衛門等が和歌を詠んで献じ、武官藤原重之、同重元は剣を奉って武運長久を願った。
現社殿は明治27年(1894年)に焼失したが、明治34年(1901年)に再建されたもので、平成2年(1990年)には特徴的な大鳥居も再建された。本殿には、鎌倉時代の石造鬼瓦二面と南北朝末期の扁額が現存しているが、令和5年(2024年)には耐震工事が執り行われ銅瓦に取替えられている。元の瓦は社務所内にて保管されている。
地元住民は、甲山と甲八幡神社を一括りに甲さん(かぶとさん)と呼ぶ事が多い。

## 祭神
品太別命
息長足比女命
比咩大神

## 秋季例大祭
毎年10月のスポーツの日前日、前々日に宵宮と本宮に分けて行われる。
甲八幡神社の氏子は豊富町神谷地区、御影地区、豊富地区、船津町仁色、香寺町中仁野、仁豊野、砥堀と広く、このうち屋台奉納を行うのは豊富町各地区と船津町仁色の4つの地区で、15台の屋台が練り出される。屋台奉納の数では、播州の秋祭りの中では英賀神社に次いで3番目に多く、大人屋台の奉納数は魚吹八幡神社についで2番目に多い。
豊富町は各地区内に自治会が複数存在しており、それぞれが「村」を名乗っている。その「村」1つにつき1台の屋台を奉納するため、人口2000人程の豊富町という小規模な地域に対して屋台の奉納台数が異様に多く、播州の秋祭りの中でも類を見ない規模で行われる。
灘のけんか祭りを播州の男祭りと呼ぶのに対し、甲八幡神社の秋季例大祭は播州の女祭りと呼ばれることがある。(詳細は後述)

### 祭りの成り立ち
応神天皇が吉備への行幸に赴く際に立ち寄ったとされている。伝承では、応神が甲山に登り朝廷の方角へ一礼をした事が由来とされ、その際応神が豊富村の里人に河や溝を掘り、道路を造り農業を奨励し、里人が応神への感謝と五穀豊穣を願って甲山に登ったのが祭りの起源とされている。
現在のような播州秋祭りの形態になった時期は定かでは無いが、記録によると嘉永(1850年頃)の頃に岩屋が布団屋台を購入し奉納していたため、江戸時代末期には現在のような祭りになっていたとされている

### 各地区と「村」
屋台奉納は豊富町豊富、豊富町御影、豊富町神谷、船津町仁色の4つの地区で行われる。香寺町中仁野は二ノ宮神社の氏子だが、東側(旧仁色新田)が甲八幡神社氏子のため神輿当番が当たっており、16年に1度神輿当番のため甲八幡に奉納する。但し、距離の都合で屋台奉納は行わない。
屋台奉納をする村には大歳神社が存在するが、各神社には大歳以外にも固有の呼び名もあり、金竹村と津熊村は甲八幡神社の氏子ではあるが、それぞれの大歳神社の氏子を名乗る。
豊富町御影には曽坂村自治会も存在するが、曽坂村は新次神社の氏子のため甲八幡には奉納しない。しかし宵宮の御影地区では、他の御影地区の村と練りを行う等、間接的に例大祭には関わっているため、ここでは曽坂村も記載する。

### 例大祭に参加する人々
15の「村自治会」に所属する人々が氏子を名乗り、屋台奉納を行う。新興住宅地のサバービア豊富や豊富台団地、甲丘団地は旧来の村自治会に所属していないため例大祭には参加しない。

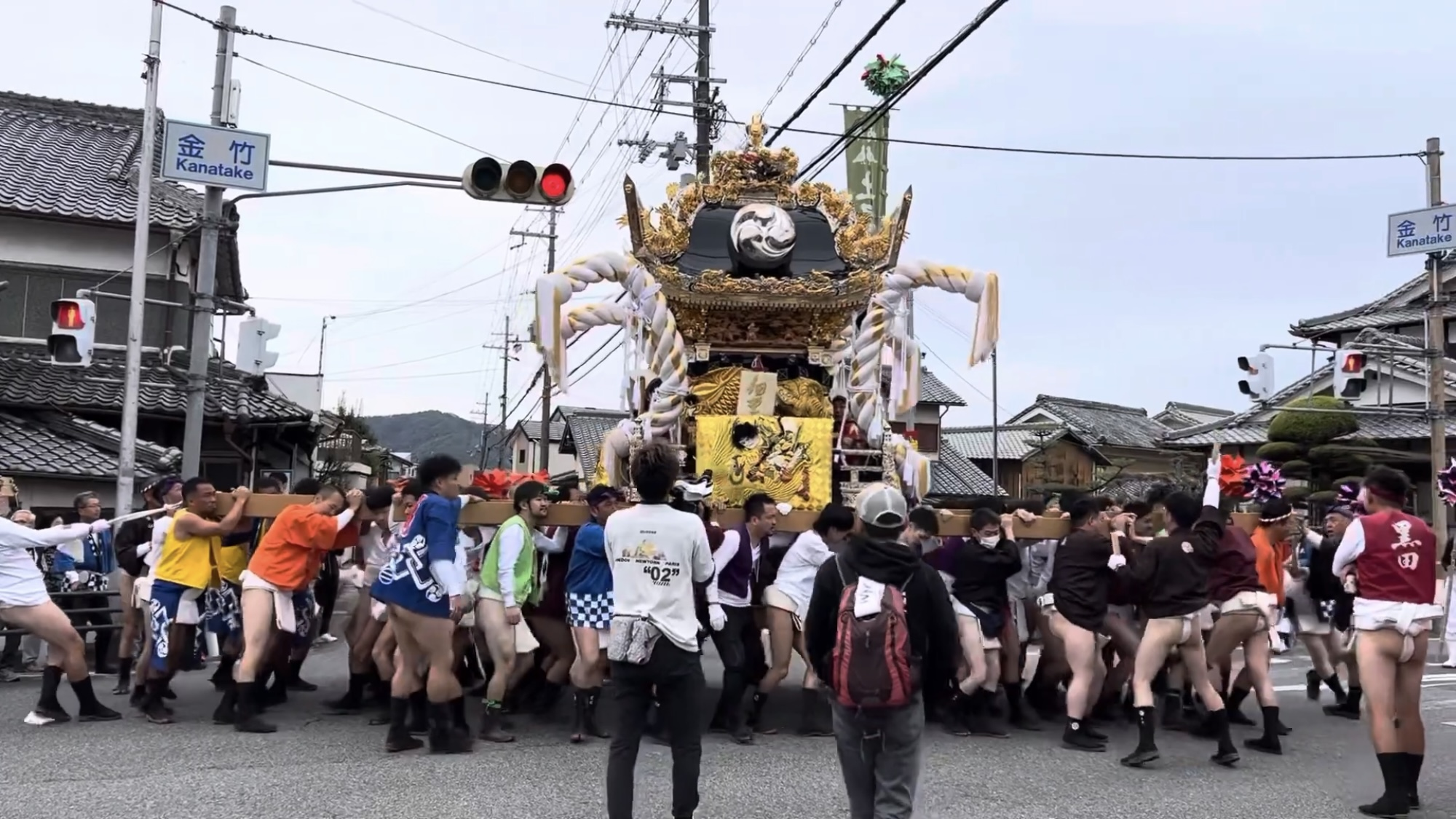
金竹交差点にて 細野屋台を担ぐ細野・岩屋・黒田・津熊・金竹・砂川の氏子ら 2023年

各地区の軒数は40から100軒程ととても少なく、屋台奉納も応援込で、60人程から100人程で行われる。このため、他所村の氏子が他所村の屋台を担ぐ事も珍しくない。
播州秋祭りでは、多くの地域で女人禁制を強いているが、甲八幡神社の例大祭では女人禁制を強いておらず、女性がシデ棒を持ち参加したりすることは珍しくない。青年団や子供会を中心とした女子会が存在している村自治会も多く、屋台奉納に付き添ったり、例大祭中の雑用業務を行う。古くから女性の参加も多いため、後述の仁色長持道中と同様に「播州の女祭り」の由来のひとつとされている。
平成19年度の太尾村神輿当番の際には、女性が氏子として神輿奉納を担ったことがあった。
屋台奉納及び神輿当番の地域
- 豊富町豊富地区(とよとみちょうとよとみちく)

江鮒村(えぶなむら)
太尾村(ふとおむら)
酒井村(さかいむら)
重國村(しげくにむら)
鍛治内村(かじうちむら)
津熊村(つくまむら)※地神社(うぶすなじんじゃ)氏子と名乗る
- 豊富町御影地区(とよとみちょうみかげちく)

金竹村(かなたけむら)※土居八幡神社氏子と名乗る
薮田村(やぶたむら)
橋爪村(はしづめむら)
砂川村(すながわむら)
栗橋村(くりはしむら)
- 豊富町神谷地区(とよとみちょうこだにちく)

黒田村(くろだむら)
岩屋村(いわやむら)
細野村(ほそのむら)
- 船津町仁色地区(ふなつちょうにしきちく)

仁色村(にしきむら)
屋台奉納は行わないが、神輿当番の地域
- 香寺町中仁野地区(こうでらちょうなかにのちく)

中仁野(なかにの)
氏子だが例大祭には参加せず、村内巡行を行う地域
- 仁豊野地区(にぶのちく)

仁豊野(にぶの)※泡子八幡神社氏子
- 砥堀町(とほりちょう)

砥堀(とほり)※小玉神社・春川神社氏子
氏子ではないが祭礼に参加する地域
- 豊富町御影地区

曽坂村(そさかむら)※新次神社氏子

### 祭りの運行スケジュール
宵宮
豊富町豊富地区は村内巡行を行い、エブナゴルフ前に集合する。
御影地区は甲南タクシー駐車場にて合流し、曽坂村含めた６台練りを行う。
神谷地区は黒田村が岩屋村の大歳神社に奉納後、細野村と関西ポートリーで合流する。
船津町仁色は、村内巡行後に特別養護老人ホームネバーランドデイサービスセンターにて竹宮神社氏子の西山田屋台と合流、船津インターへ向かい、正八幡神社氏子の中野・上野屋台と合流し3台練りを行うその後エブナゴルフにて豊富地区と合流する。
本宮

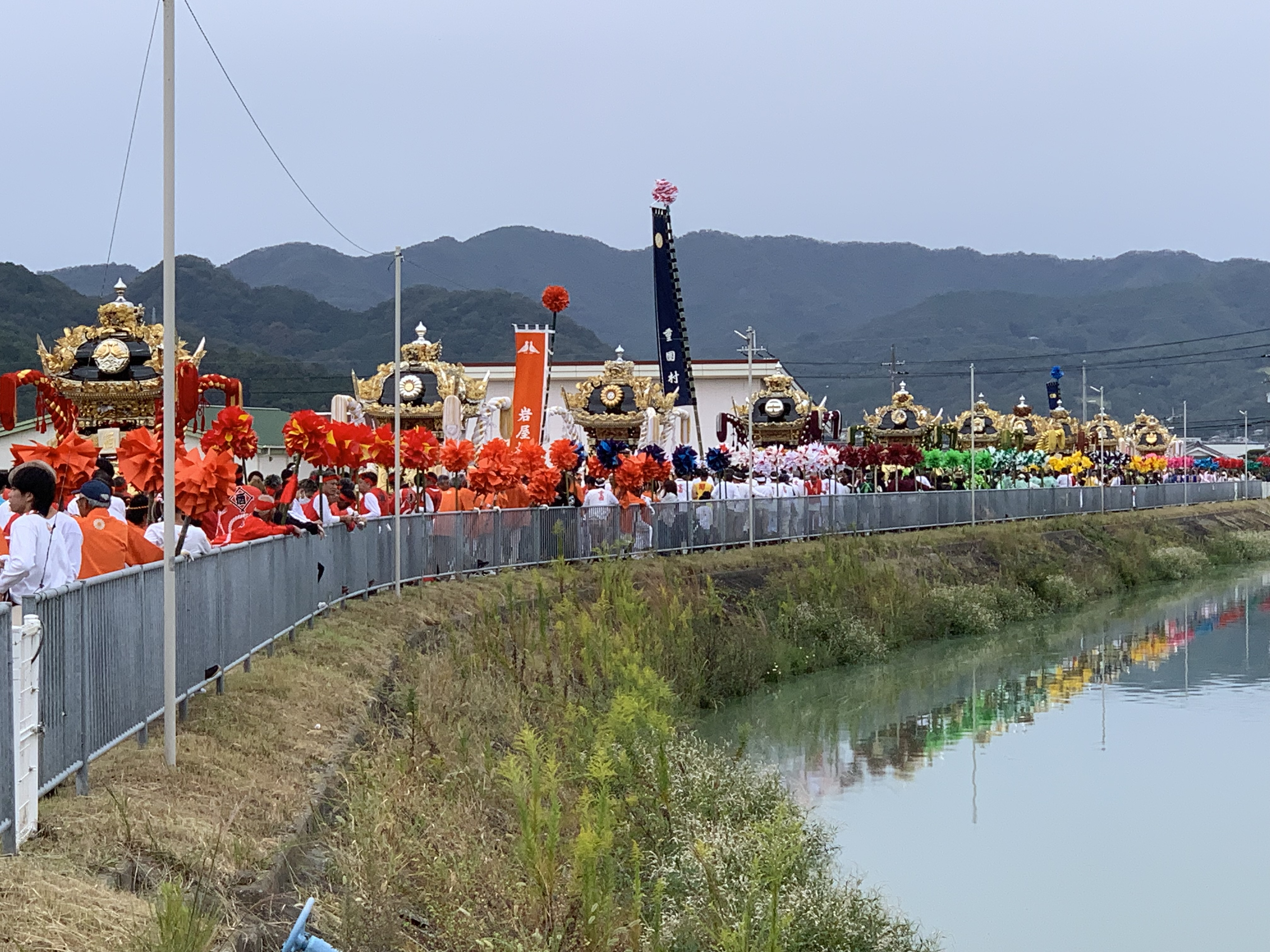
甲池に並ぶ各地区の屋台 2023年

豊富地区の津熊村、太尾村を除く4村と、御影地区の砂川村、金竹村を除く3村は、神輿を先頭に御旅所に向かう。
神谷地区の3村と砂川村、金竹村、津熊村は豊富保育所にて合流の後、エブナゴルフに向かう。
太尾村は船津町仁色と合流し、エブナゴルフに向かう。
エブナゴルフにて各地区が合流を果たすと、御旅所から出発した神輿、宮本の江鮒村を先頭に練り番の順に甲池隣の土手に上がっていく。その後、江鮒村を先頭に甲山の麓にある甲山公園に向かう。

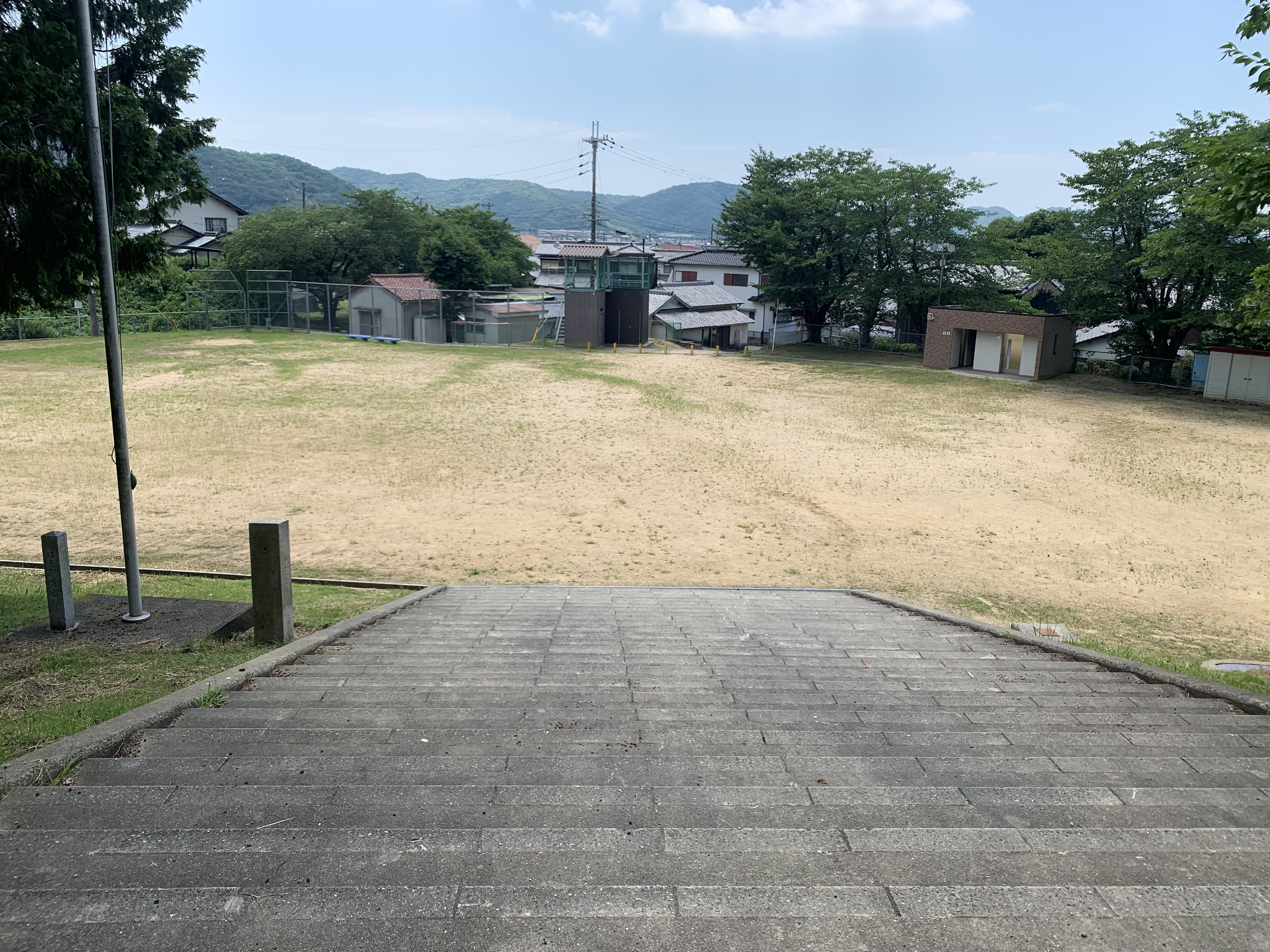
甲山公園

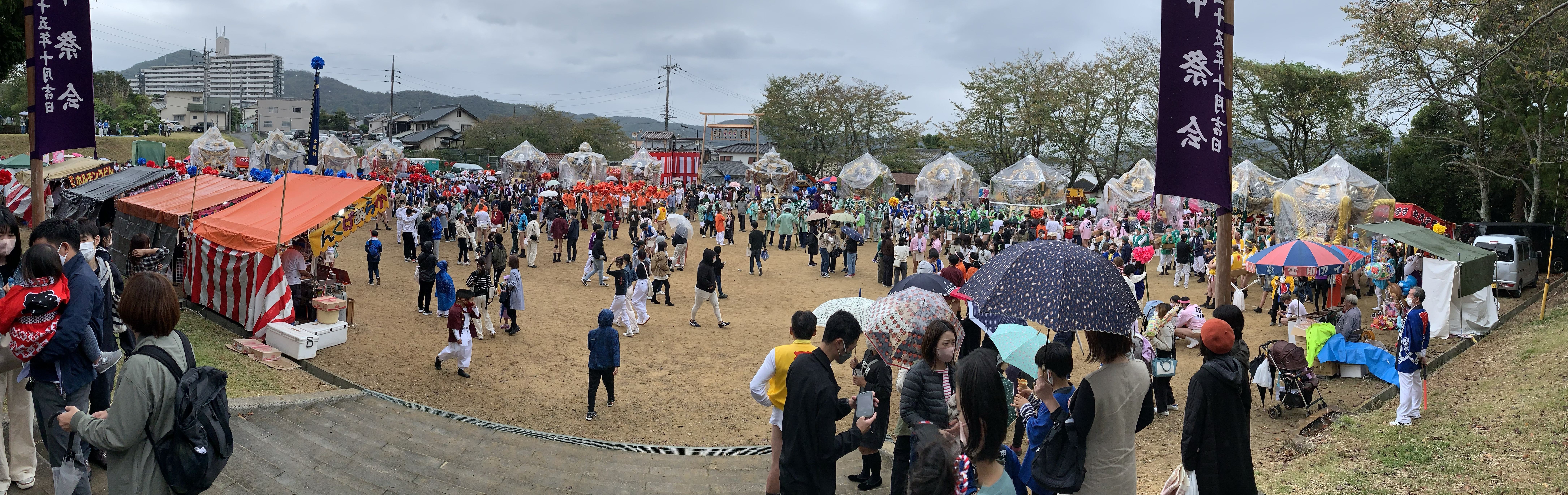
甲山公園に集結した屋台と氏子ら 2022年

甲山公園に到着した屋台から順に、甲山まで登山を開始し、甲八幡神社に宮入を行う。
全ての屋台奉納が終わったら、姫路市重要無形文化財の金竹獅子舞の奉納が行われ、下山を開始する。
下山後、甲山公園で15台の屋台が並ぶと各々で練り合わせが行われ、各地区の屋台による練り合わせが終わり次第、甲山から最も遠い細野村を先頭に神谷地区から帰路に着く。なお、仁色長持奉納のある年は先に長持が帰路に着く。

### 金竹獅子舞

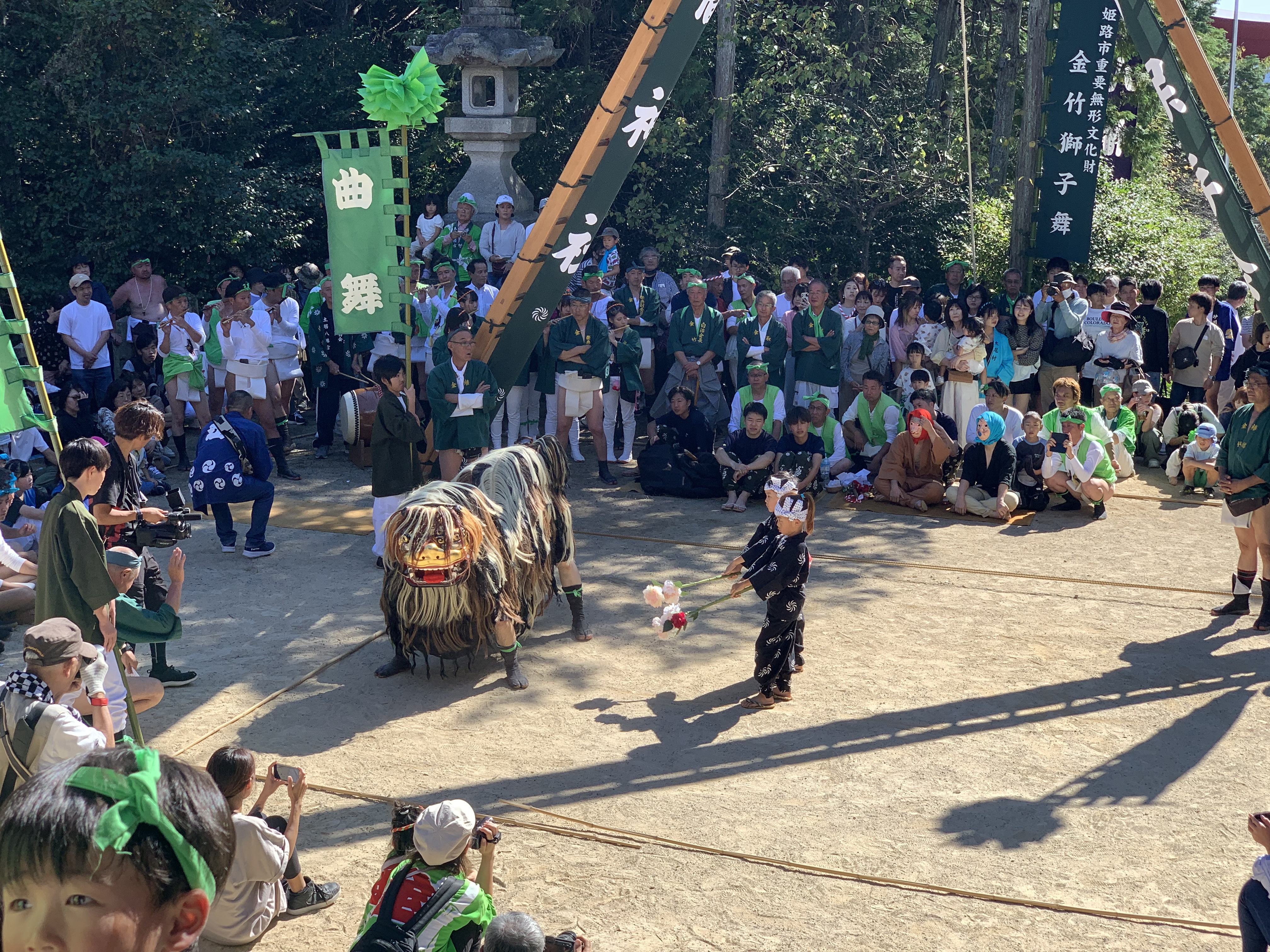
2024年 金竹獅子舞奉納 曲舞

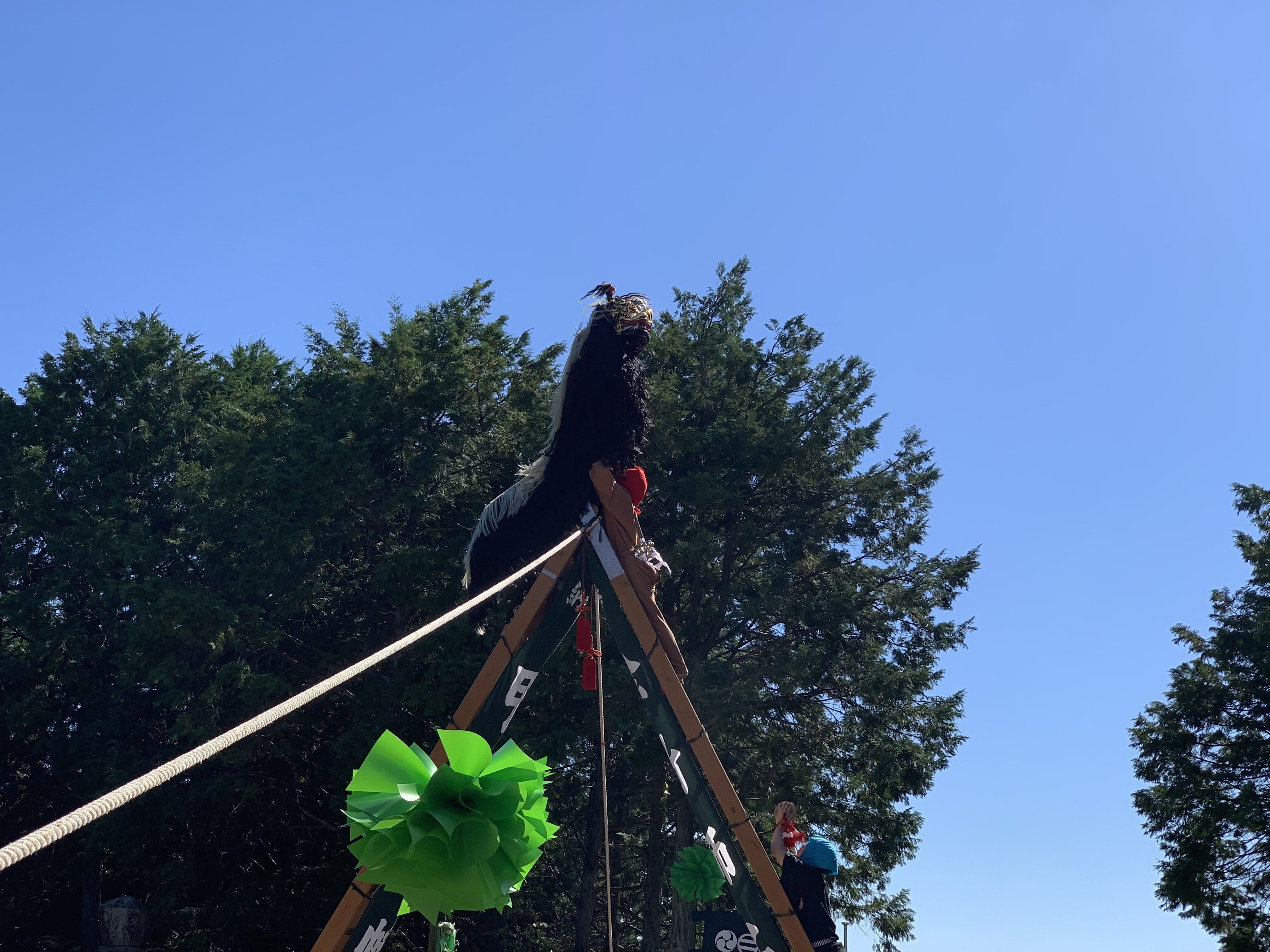
2024年 金竹獅子舞奉納 梯子獅子

各地区の屋台の宮入が完了した後、甲八幡神社拝殿前で、ボタン、曲舞、梯子獅子が奉納される。姫路市指定重要無形民俗文化財。
芸態は、二人立ちで舞われる雌雄の毛獅子で、五穀豊穣、子孫繁栄を祈念して奉納される。
舞は、庭舞10曲(導引、ボタン、曲舞、蝶、吉野、神楽、刀、相の山、棒、岡崎)と梯子獅子1曲2種類で、雄、雌が交互に舞う形式をとっている。この中でも梯子獅子はやや鋭角に組んだ高さ約7メートルの梯子上で神に雨乞いをすると伝承されている神楽を舞うものである。

### 仁色長持道中

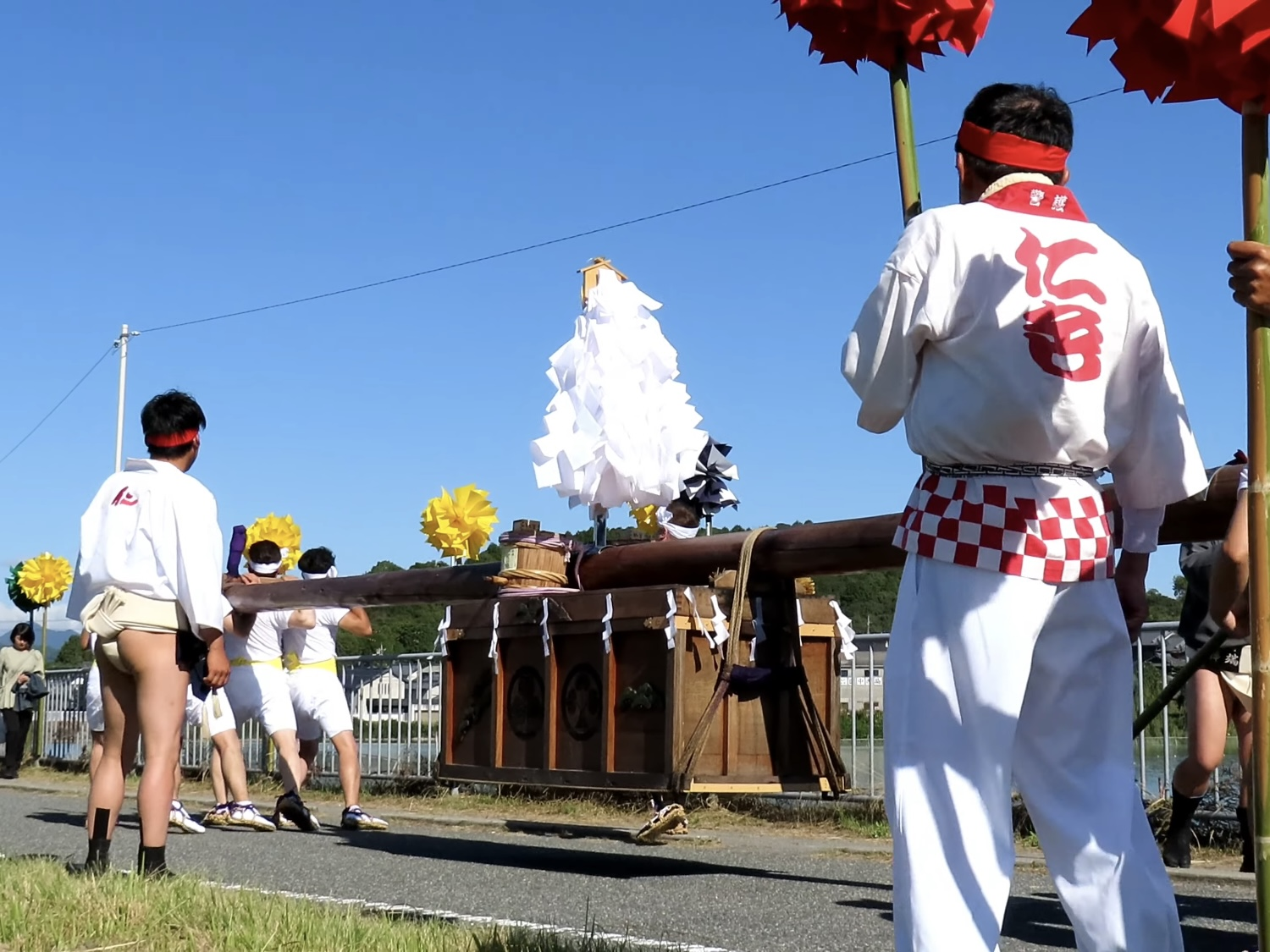
仁色村長持

仁色村にて隔年奉納される長持は、1616年(元和2年)に千姫が本多忠刻に輿入れの際、仁色村が荷役を果たしその褒美として二棹の長持を賜ったものとされている。以来、この長持は仁色村の自慢の種として、甲八幡神社に奉納をしている。
「播州の女祭り」の由来はこの長持道中であるとされる。

### 萩学園秋祭り

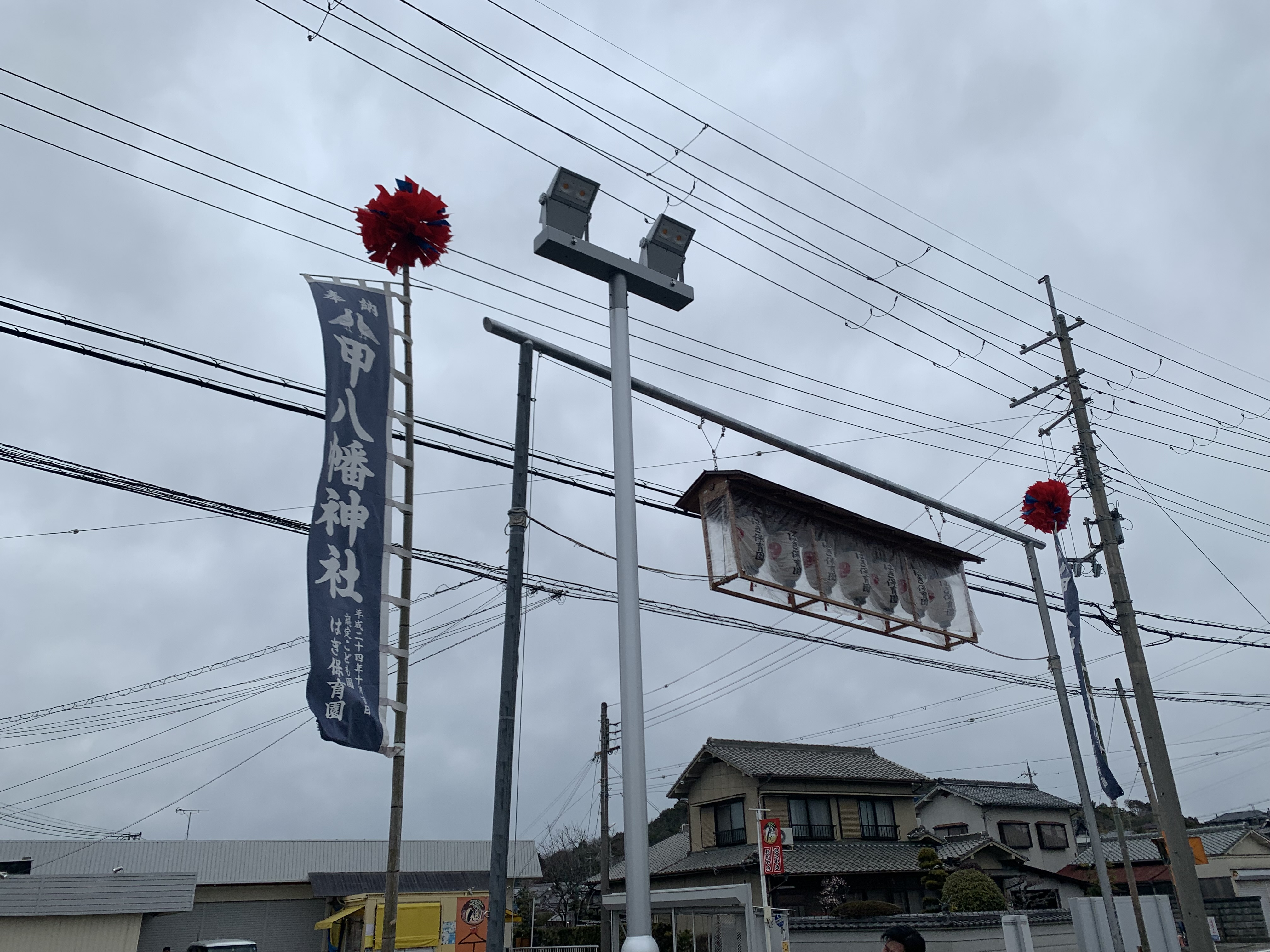
萩祭り 日参

甲八幡神社秋季例大祭の翌週の土曜日、若しくは日曜日に開催される。
幼保連携型認定こども園萩学園では、甲八幡神社に奉納する屋台と同じ大きさの布団屋根屋台を所有しており、例大祭翌週に園児の親や江鮒村氏子を中心とした甲八幡神社氏子の有志で練りを披露している。
これらの都合により、江鮒村は萩学園秋祭りを含め秋季例大祭としている。
こども園の行事ではあるが、甲山に登り甲八幡神社へ屋台奉納し、江鮒村の行事でもあることから、ここでは氏子として記載する。

## 各地区の屋台
戦前や太平洋戦争中の例大祭は、旧神南町地域と同じく反り屋根布団屋台を使った祭りを行っていた。しかし、戦時中に売却や消失、破損して屋台奉納を止める地域が増え、一時的に途絶えた村自治会も多い。戦後は神輿屋根屋台を他の地域から購入したり新造して奉納を再開する村が増え、平成11年の橋爪村復活以降、15の村自治会全てで屋台奉納が行われるようになった。
布団屋台の嫁ぎ先は加西市が多く、加西北条の住吉神社では今でも二代目金竹・二代目黒田屋台が装飾を変えてはいるものの、大切に奉納されている。
近年は少子高齢化に伴う担ぎ手不足に悩まされており、令和5年度以降の例大祭では細野村が本宮の屋台奉納を行っていない。
現在の屋台は、大抵が平成初期に購入や改修を行ったものを使っている。

### 氏子地域かつ奉納を行う屋台
- 江鮒村

シデの色：赤/青 紋：菊水
平成元年制作。平成6年高欄掛新調。 

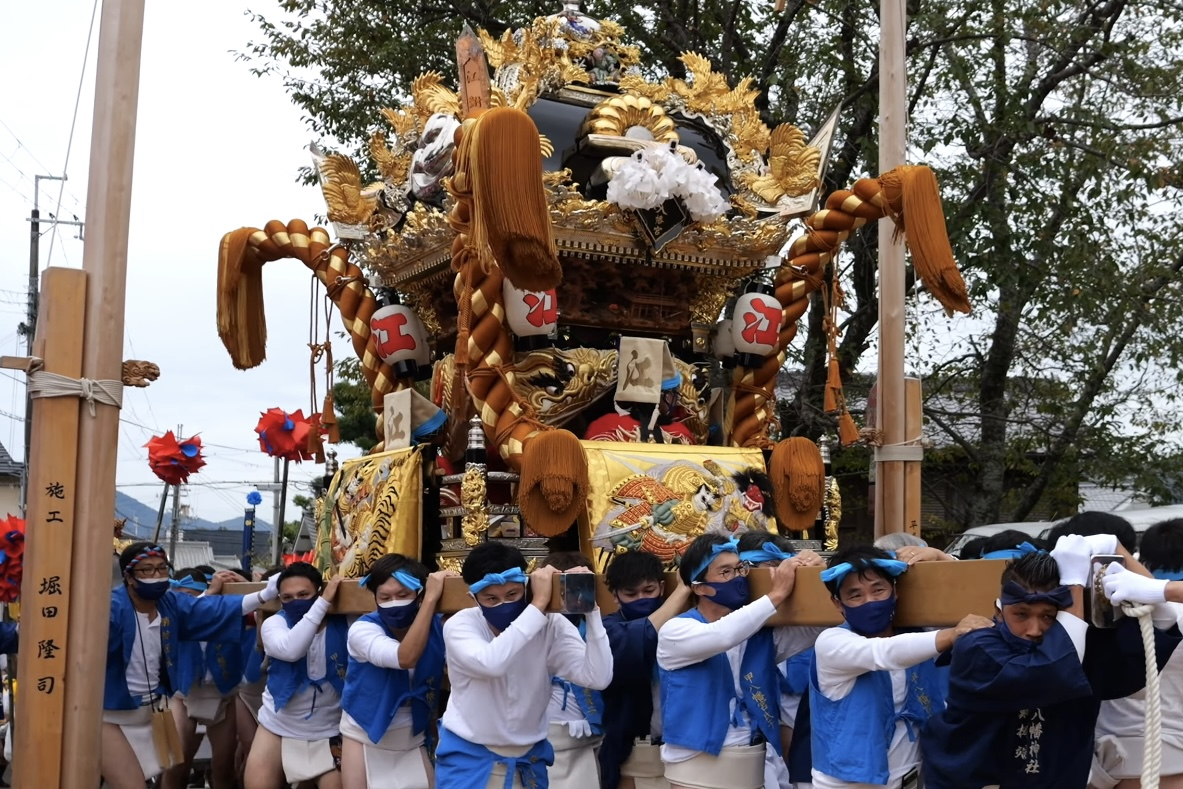
江鮒屋台 2022年

狭間：「布引四段目　小櫻責め」、「本能寺の変」、「安宅の関　弁慶義経徴打す」、「巴御前の雄姿」
- 太尾村

シデの色：水色 紋：三頭右巴

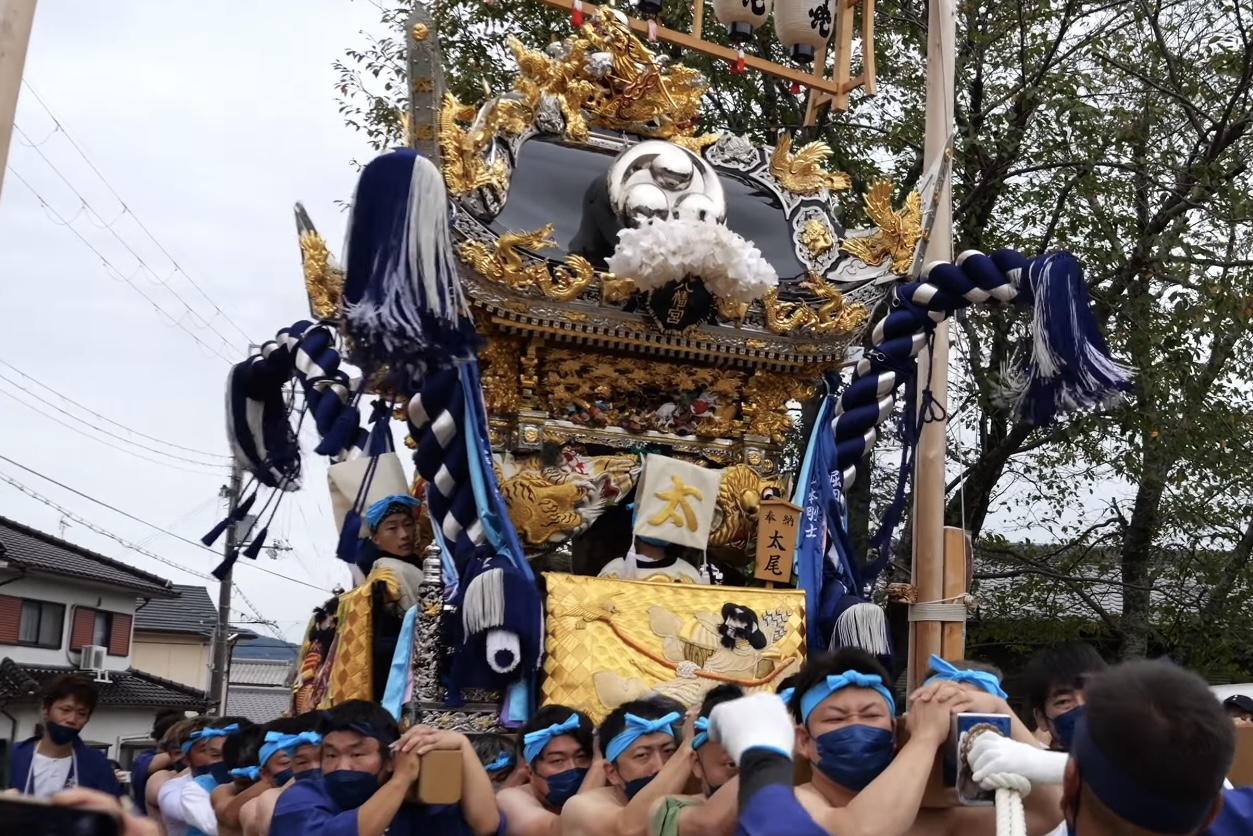
太尾屋台 2022年

平成24年泥台、本棒、太鼓、狭間以外を新調。大工は河野屋台製作所。
平成26年9月15日、完成入魂式。
- 酒井村

シデの色：赤/山吹 紋：対鳩

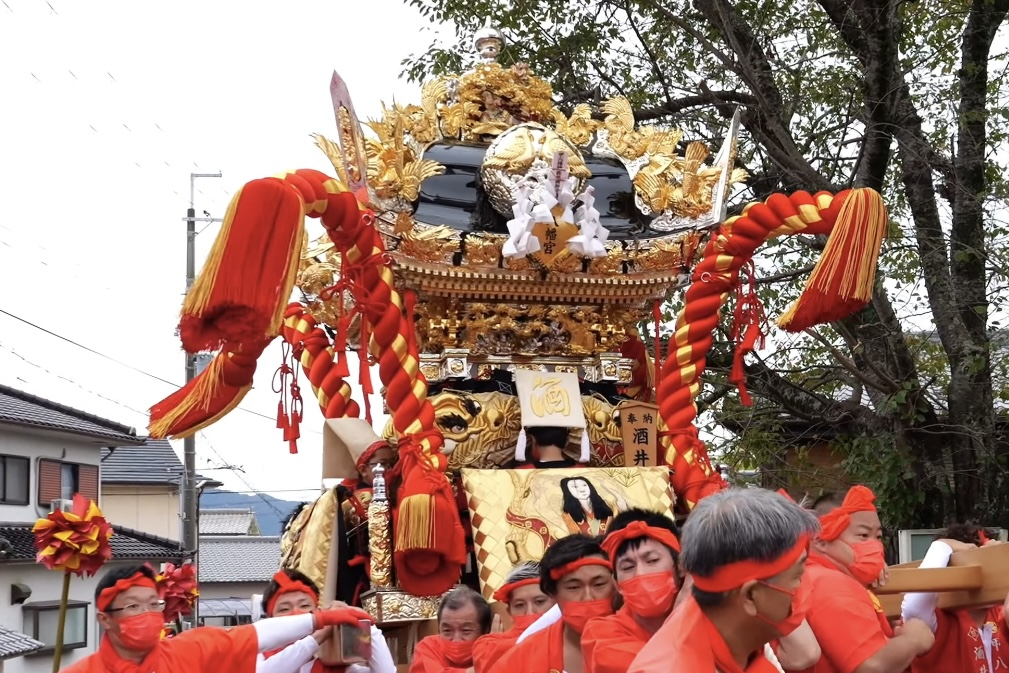
酒井屋台 2022年

大正時代に屋台制作。大工は豊富町重國の荻原清次。昭和8年に伊達提灯を付ける。平成5年、川村商店で改修と露盤新調、現在の姿となる。平成10年、高欄掛新調。
狭間：「楠公子別れ櫻井の駅」、「鎮西八郎為朝の剛弓｣、「曾我五郎大磯驀進｣、「布引四段目　小櫻責め」。
- 重國村

シデの色：白/赤 紋：菊

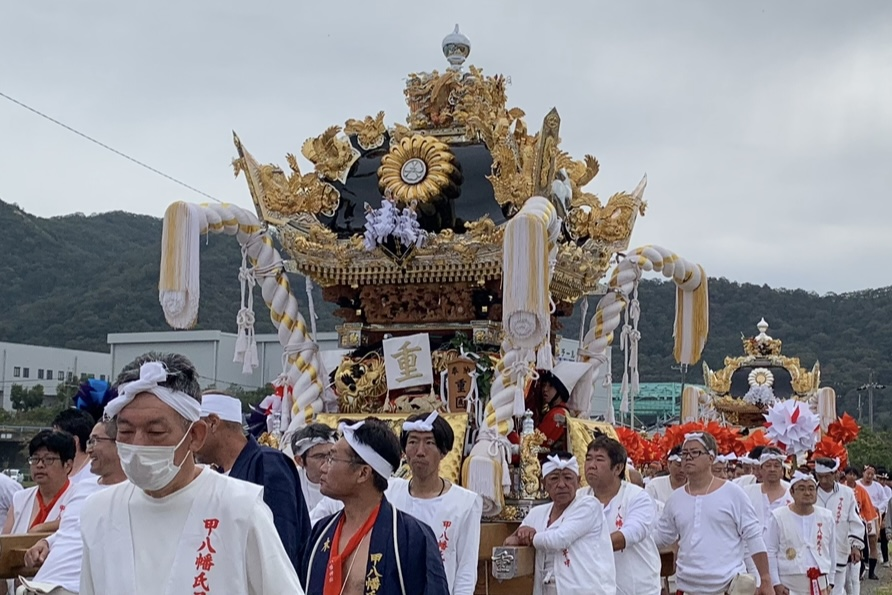
重國屋台 2023年

平成15年新調。大工は宍粟市山﨑の上山工務店。平成17年完成式。
狭間は先代を利用。他は新調。
狭間：「天の岩屋戸」、「本能寺の変」、「曾我五郎大磯驀進」、「楠公子別れ櫻井の駅」。
高欄掛：「素盞鳴尊　八岐大蛇退治」、「隠岐次郎左衛門怪鳥退治」、「加藤清正虎退治」、「西塔鬼若丸退治」。
- 鍛治内村

シデの色：翡翠/白 紋：昇り龍

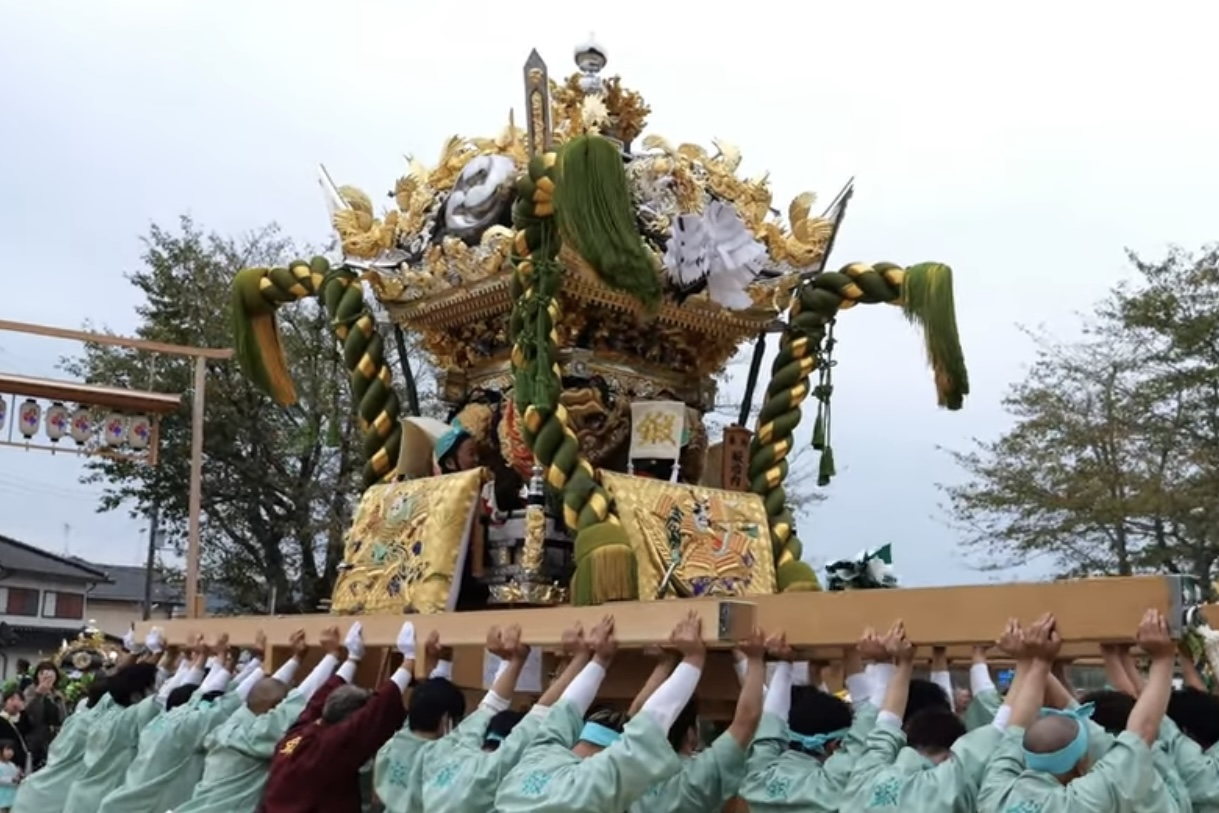
鍛治内屋台 2022年

平成26年9月26日、改修入魂式。前回は平成5年改修。
狭間：先代のを利用。｢神功皇后朝鮮出兵｣、｢加藤清正朝鮮出兵｣、｢日清戦争｣、｢日露戦争｣。
- 津熊村

シデの色：紫/白 紋：昇り龍

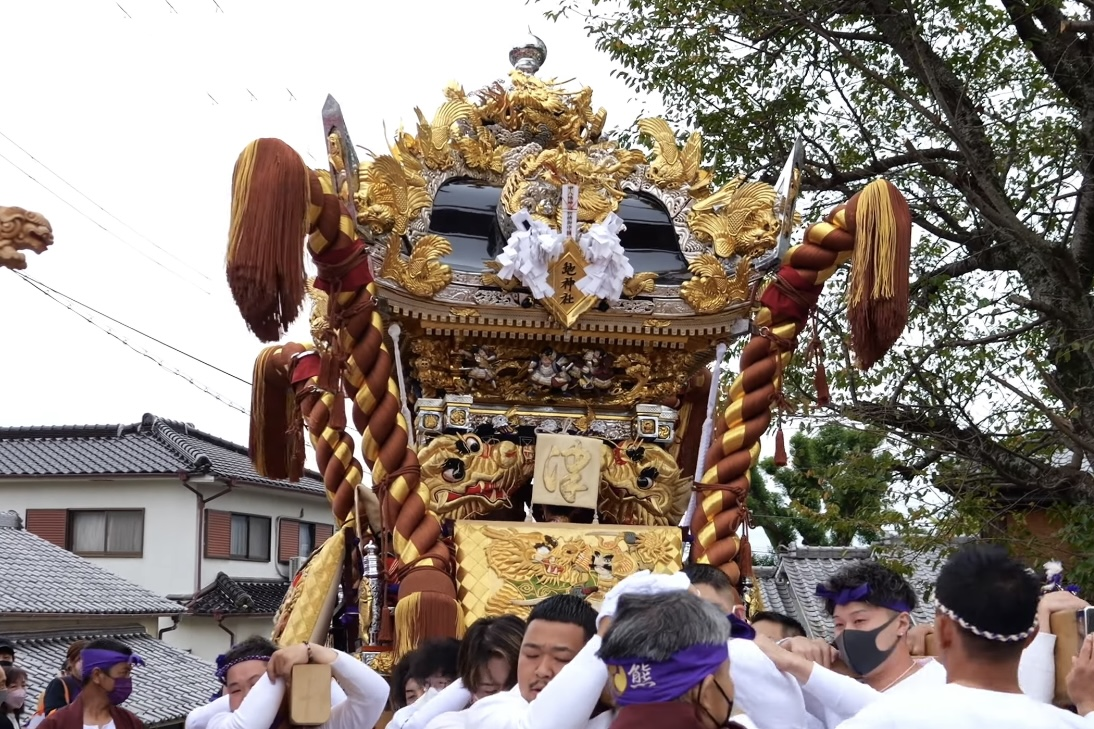
津熊屋台 2022年

平成8年棟、錺金具、高欄掛新調。9年漆塗り。幕は｢龍虎｣。
高欄掛：｢龍、虎、鯉、鷲｣。
- 金竹村

シデの色：黄緑/赤 紋：獅子

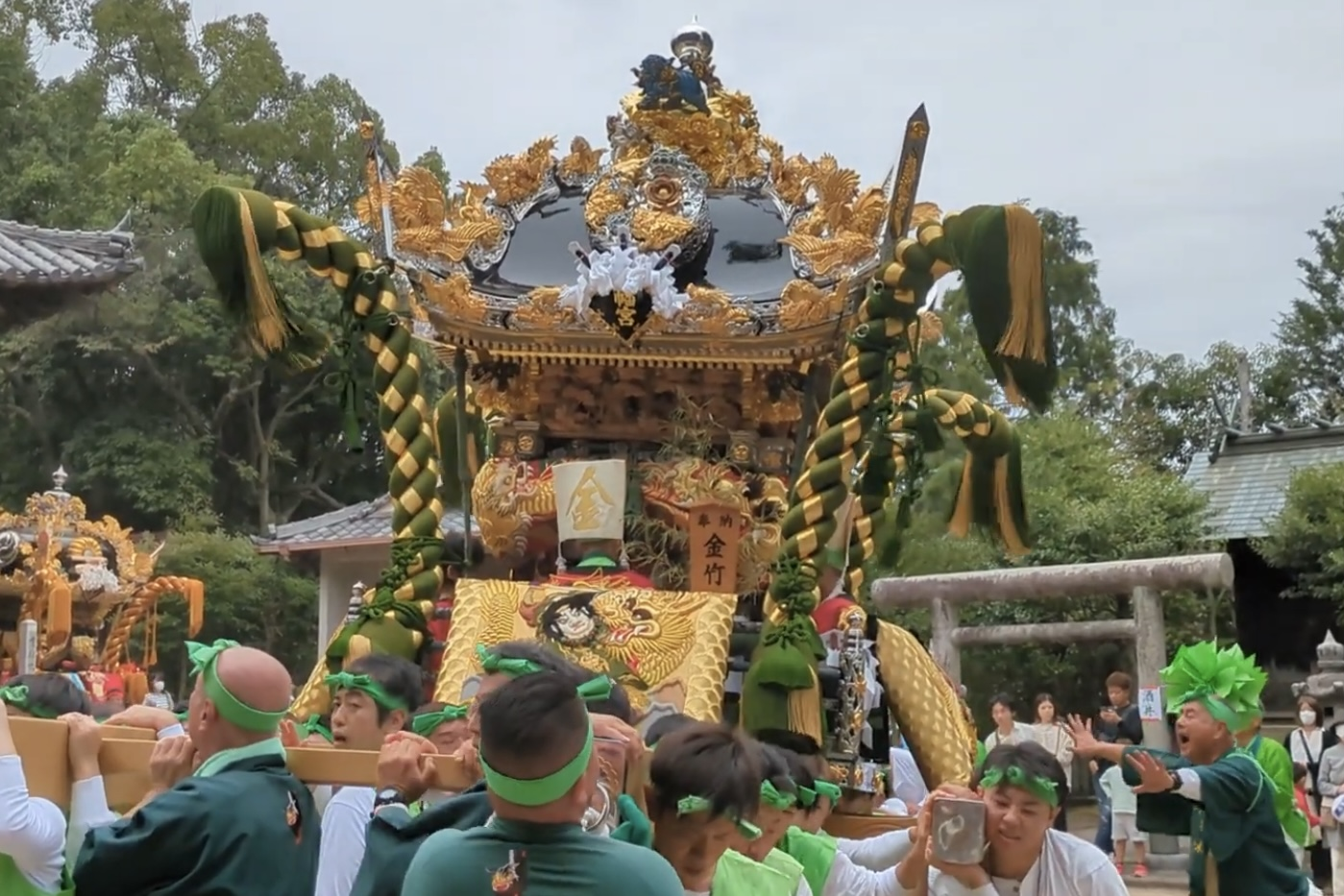
金竹屋台 2023年

平成22年新調。平成24年屋台完成。狭間：「神功皇后」、「秀吉本陣佐久間の乱入｣、「桃山御殿　石川五右衛門取り押さえ」、「大江山　頼光木渡り」。
高欄掛：「源義家　龍退治」、「加藤清正虎退治」、「佐々木高綱」、「梶原景季」。
- 薮田村

シデの色：山吹/赤 紋：菊水

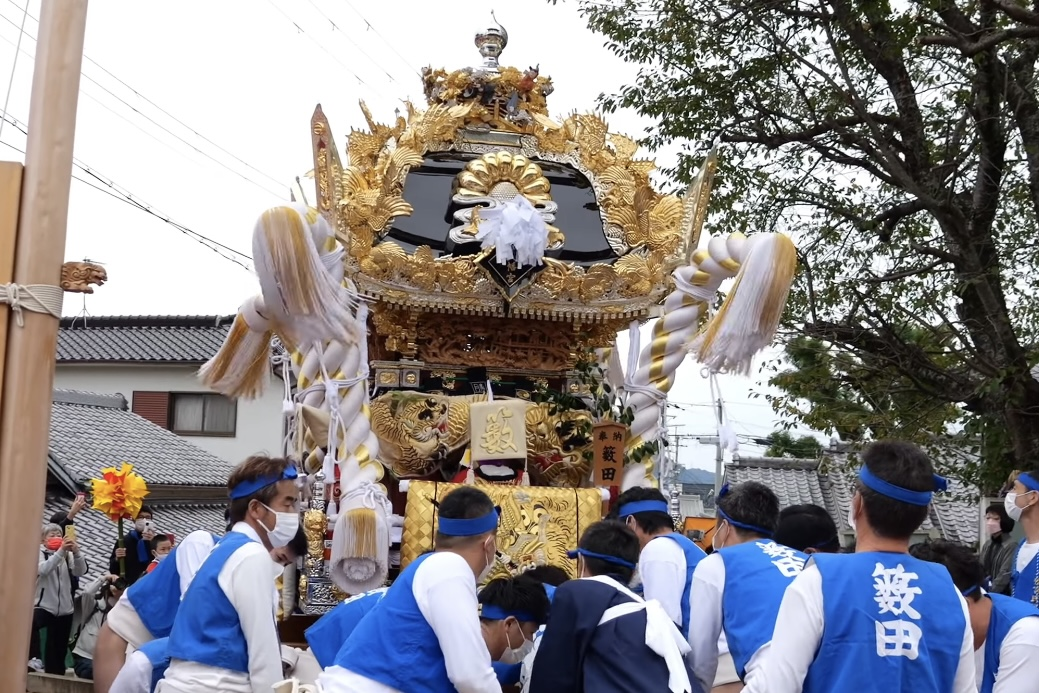
薮田屋台 2022年

平成9年制作。大工は毛利工務店。10年漆塗り、
狭間：「本能寺の変」、「鶴ヶ岡八幡宮」、「曽我五郎大磯驀進」、「天神記」。
高欄掛：平成10年、「龍、虎、鯉、鷲」。
- 橋爪村

シデの色：深緑 紋：細川桜

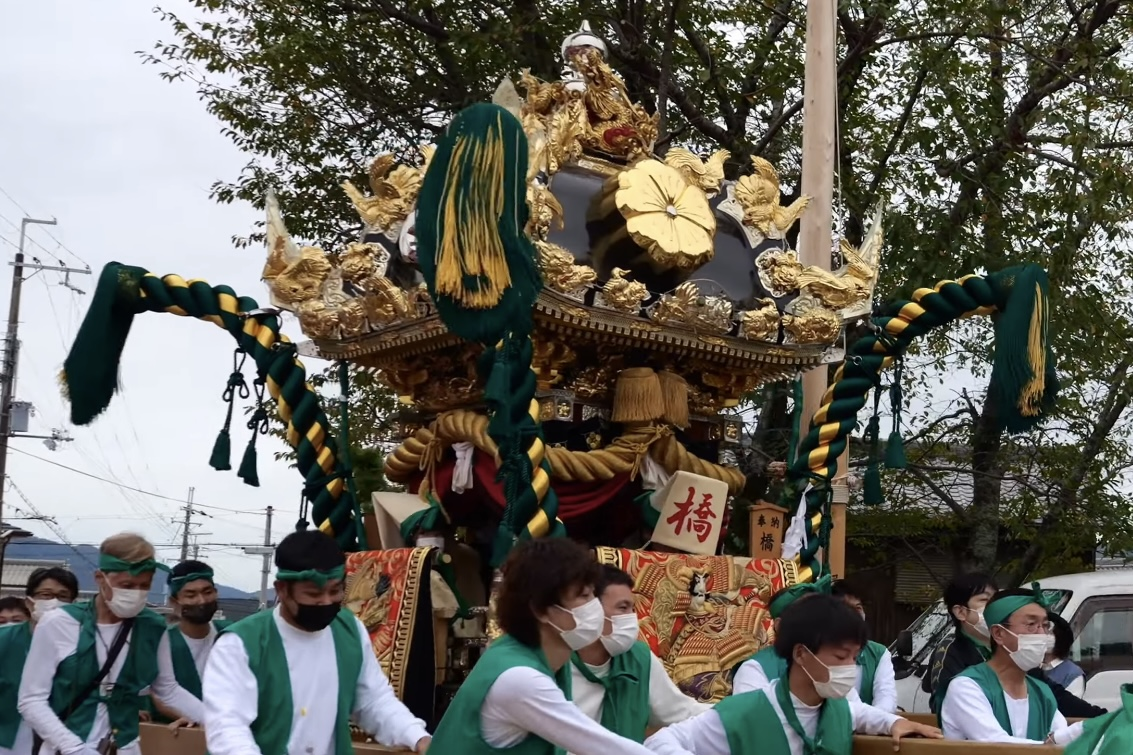
橋爪屋台 2022年

平成11年砂川より購入。62年ぶりの復活。この屋台は大正12年に清水（恵美酒宮）より購入。彫師は二代目黒田正勝。
　戦前には加東郡社町の絹常より購入した布団屋台があったが戦時中に加西市方面に売却し一時途絶える。
- 砂川村

シデの色：金色 紋：菊水

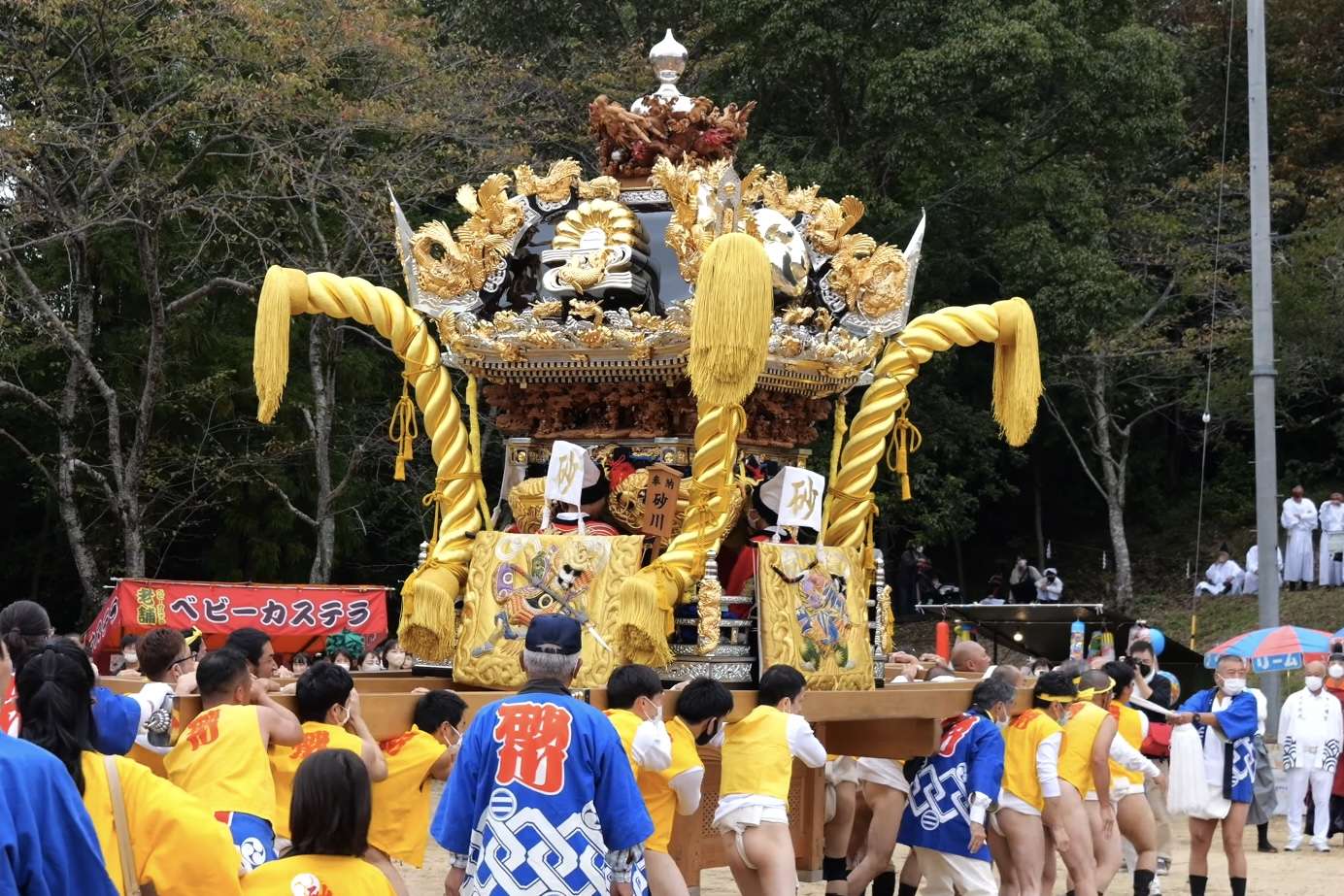
砂川屋台 2022年

平成11年制作。製作は甲南興業。狭間の図柄は三代目松本義廣の模写と云われる。泥台の太鼓隠し「地獄組み」は内閣総理大臣賞受賞。12年、漆塗り、錺金具新調。
狭間：「楠公子別れ櫻井の駅」、「秀吉本陣佐久間の乱入｣、「芦屋道満童子問答の場」、「名和長年後醍醐天皇お迎えの場」。
- 栗橋村

シデの色：桃 紋：五七桐
平成８年制作。令和2年脇棒新調。
- 黒田村

シデの色：臙脂色 紋：引両
平成28年太鼓以外を新調。平成30年完成。
大工は毛利工務店。錺金具は竹内錺金具。

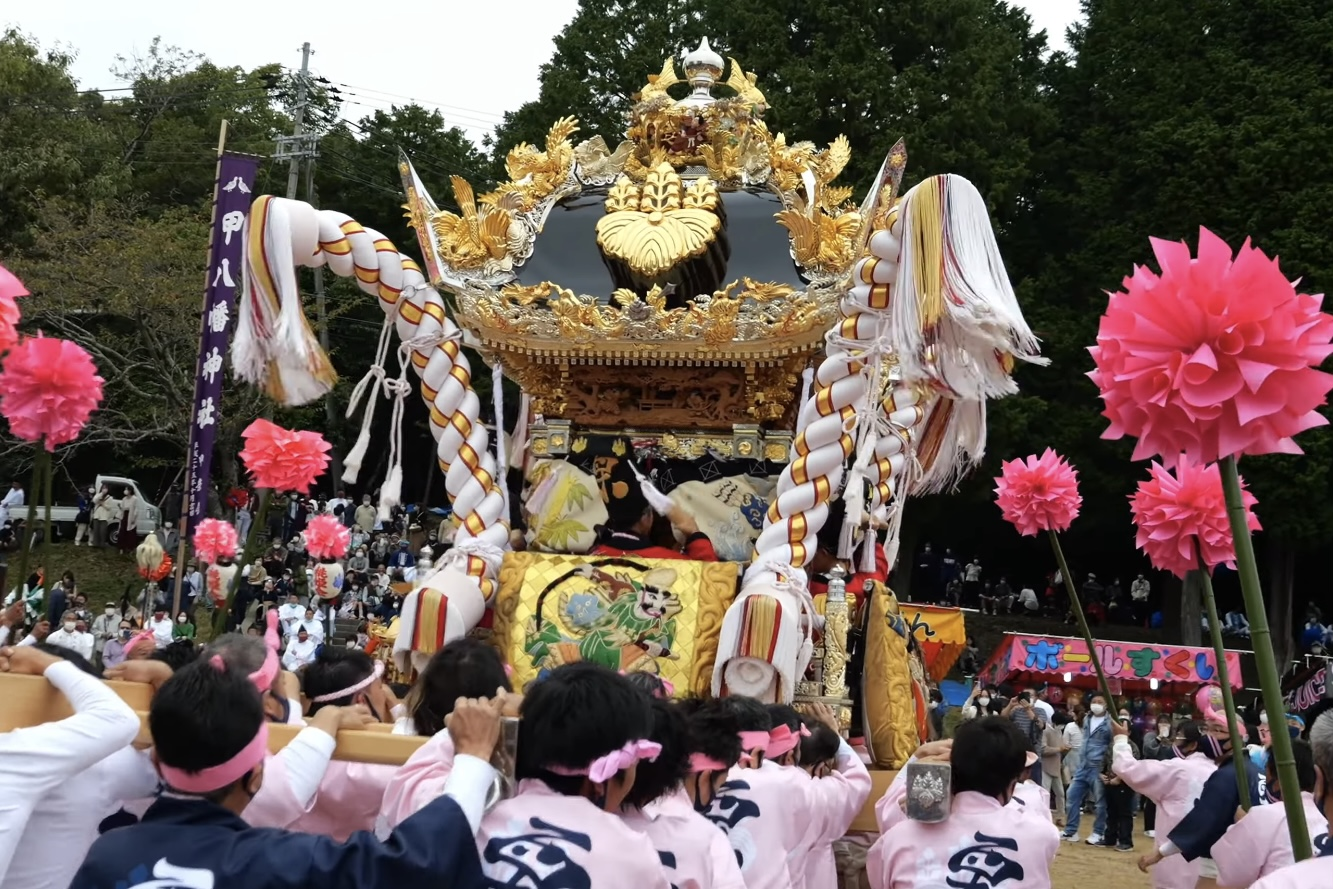
栗橋屋台 2022年

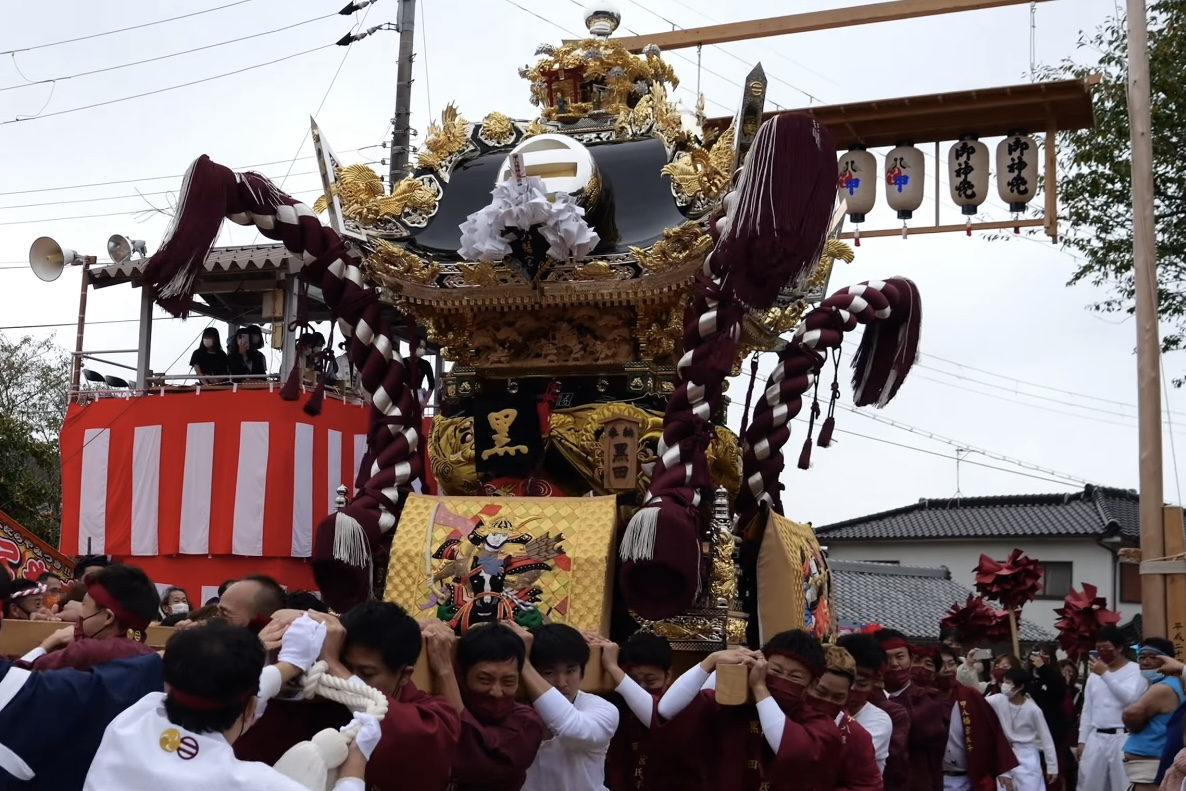
黒田屋台 2022年

狭間：「黒田官兵衛、石垣原の戦い」「いにしえの黒田風景」「神功皇后、平産の場」「川中島の合戦」
露盤：「宇知賀久牟豊富命、伊与都比古の合戦の場」「甲八幡神社の景」「隠岐次郎左衛門怪鳥退治」「仁田四郎義政猪退治」
- 岩屋村

シデの色：橙 紋：白菊

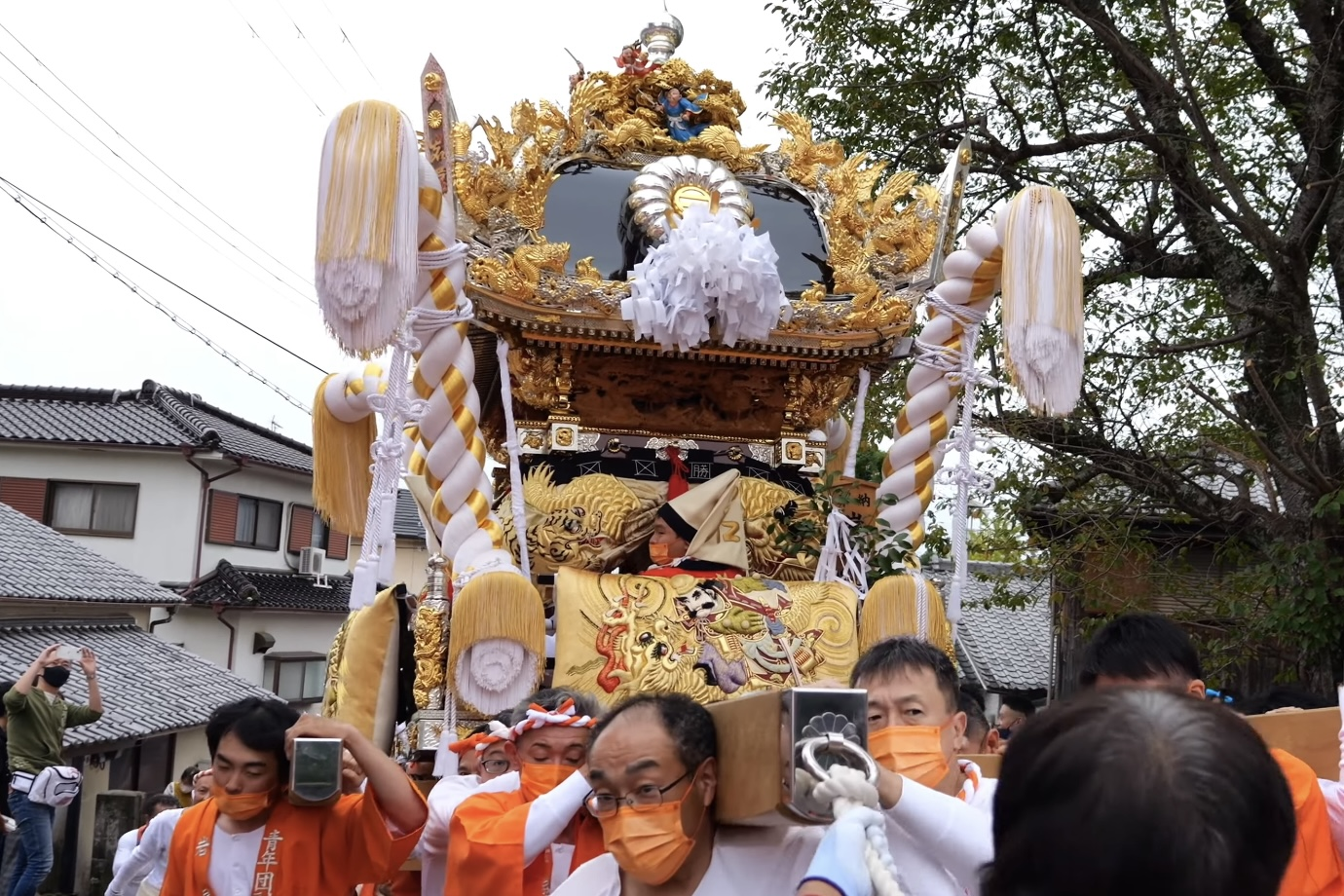
岩屋屋台 2022年

平成5年新調、大工は毛利工務店。7年漆塗り。8年錺金具の改修。露盤の彩色。
高欄掛：退治物「龍、虎、鯉、鷲」。
- 細野村

シデの色：紫/青 紋：左三巴
平成13年新調。大工は毛利工務店。

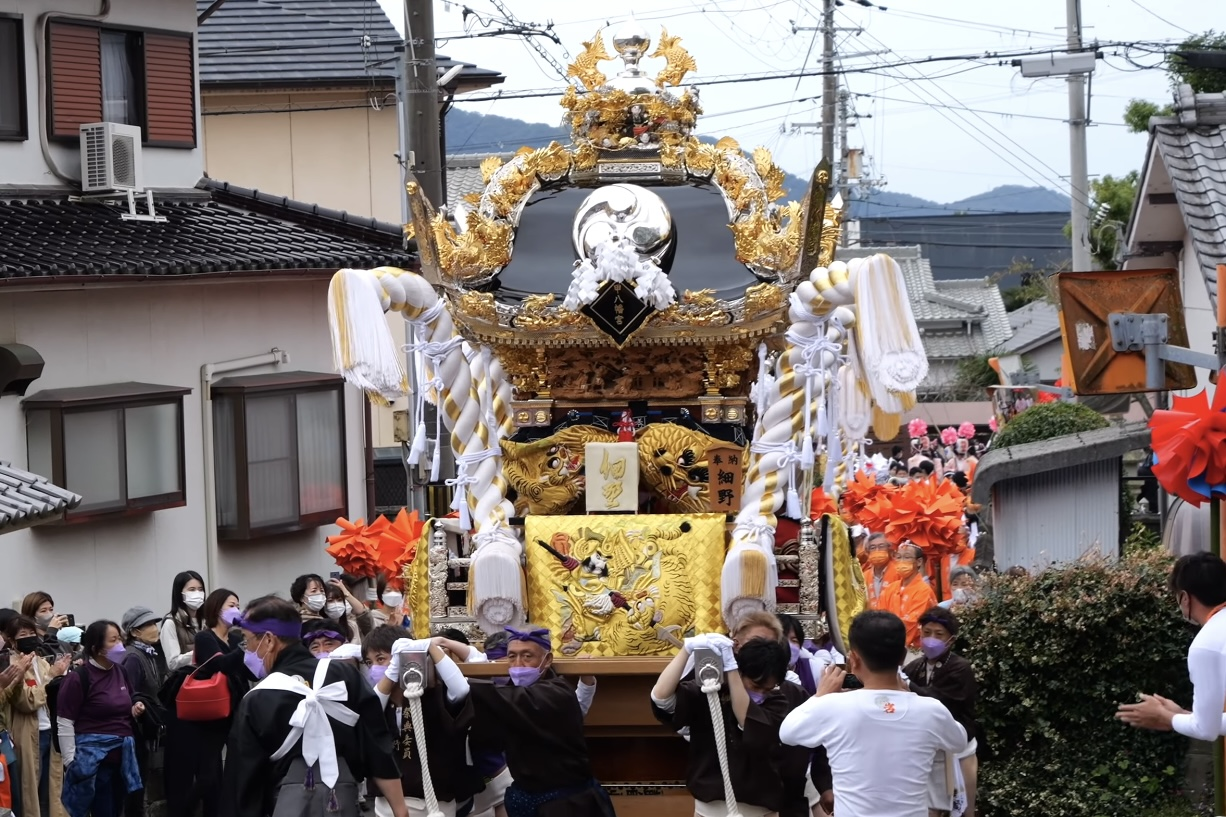
細野屋台 2022年

狭間：「安宅の関　弁慶義経徴打す」、「菅原道真公遊歩の場」、「本能寺の変」、「楠公子別れ櫻井の駅」。
- 仁色村

シデの色：赤 紋：昇り龍/菊水

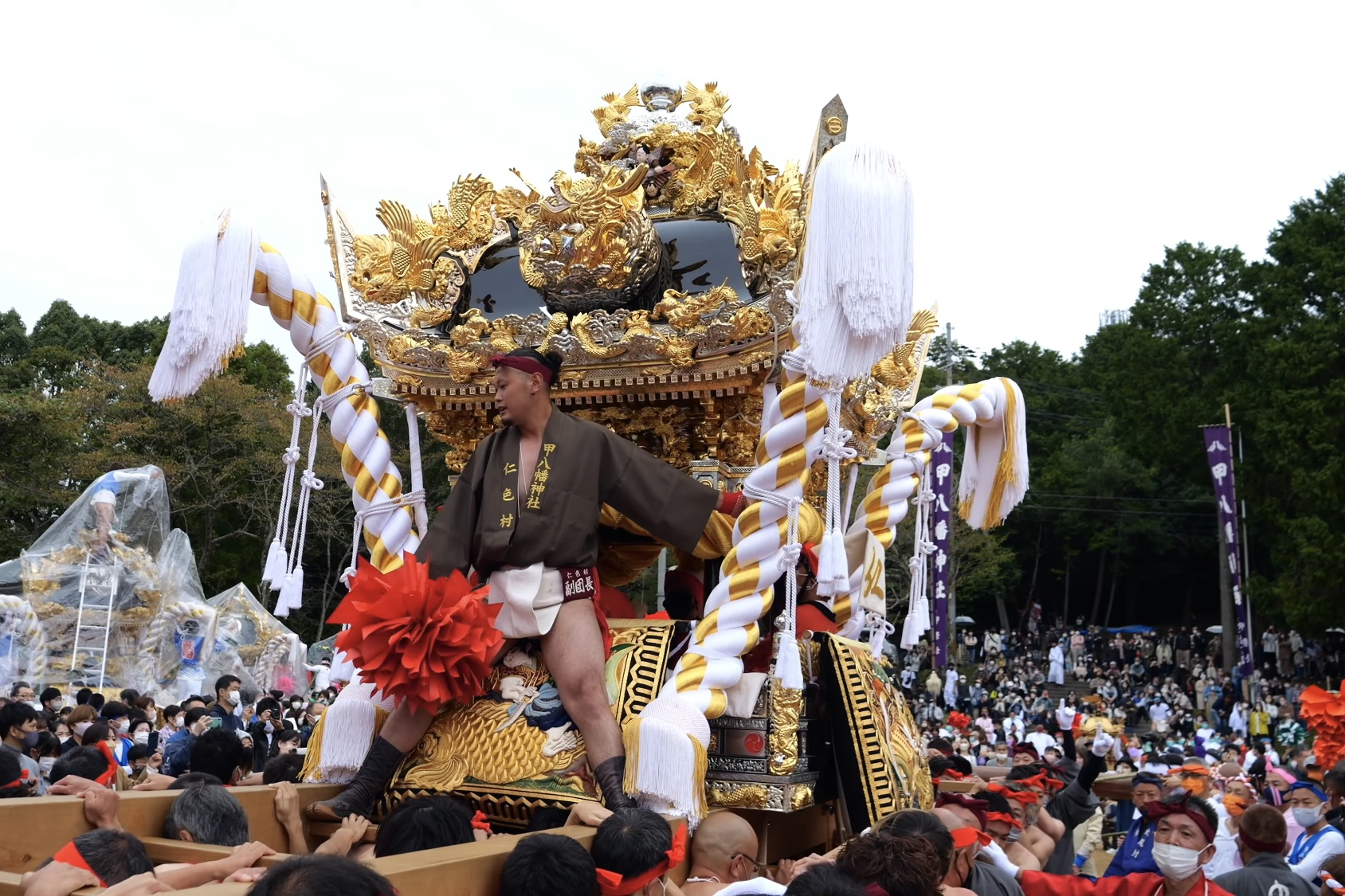
仁色屋台 2022年

平成10年制作。甲八幡氏子の屋台で唯一、左右に巴紋を使っていない。

### 氏子地域だが奉納しない屋台

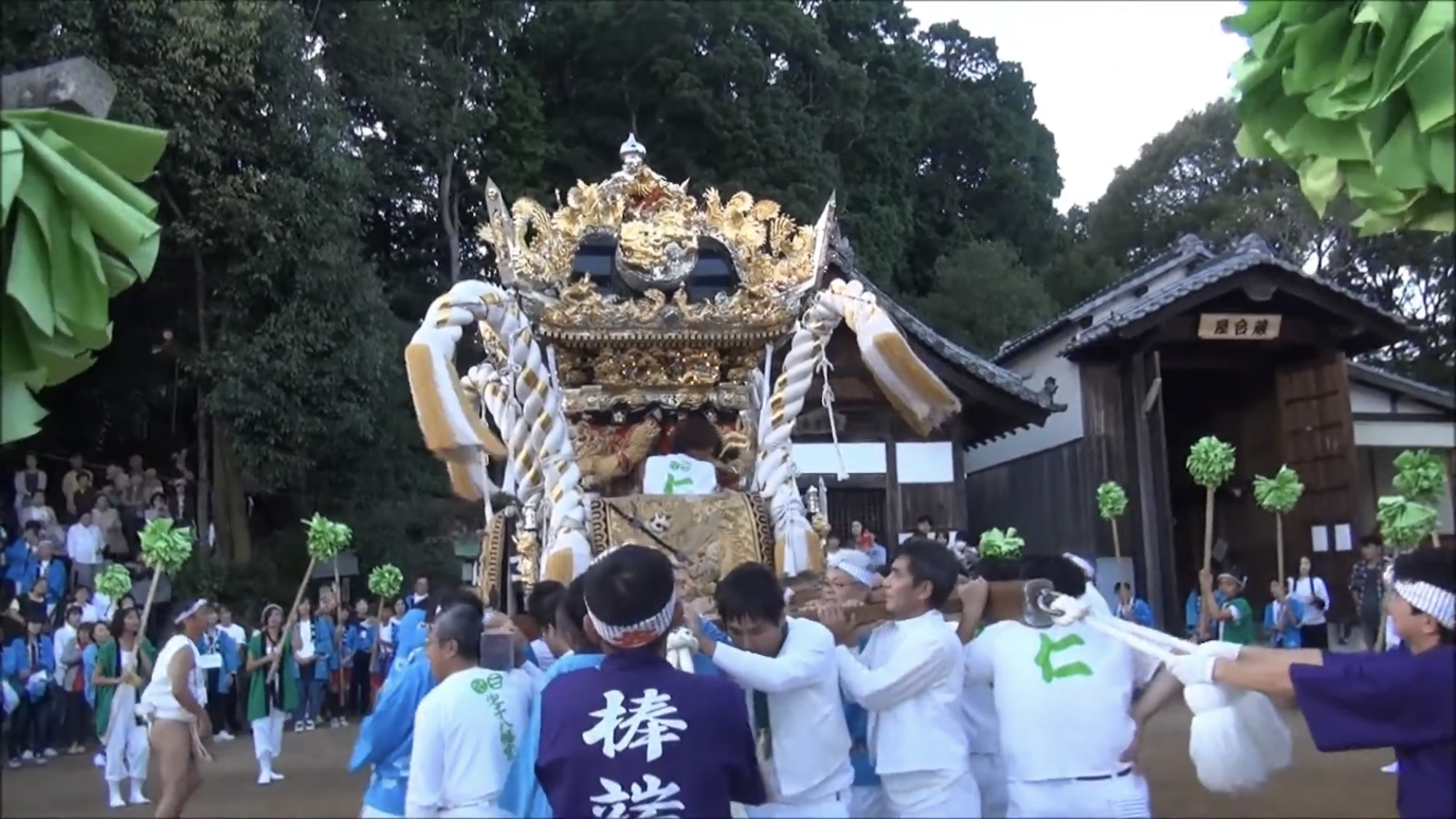
仁豊野屋台

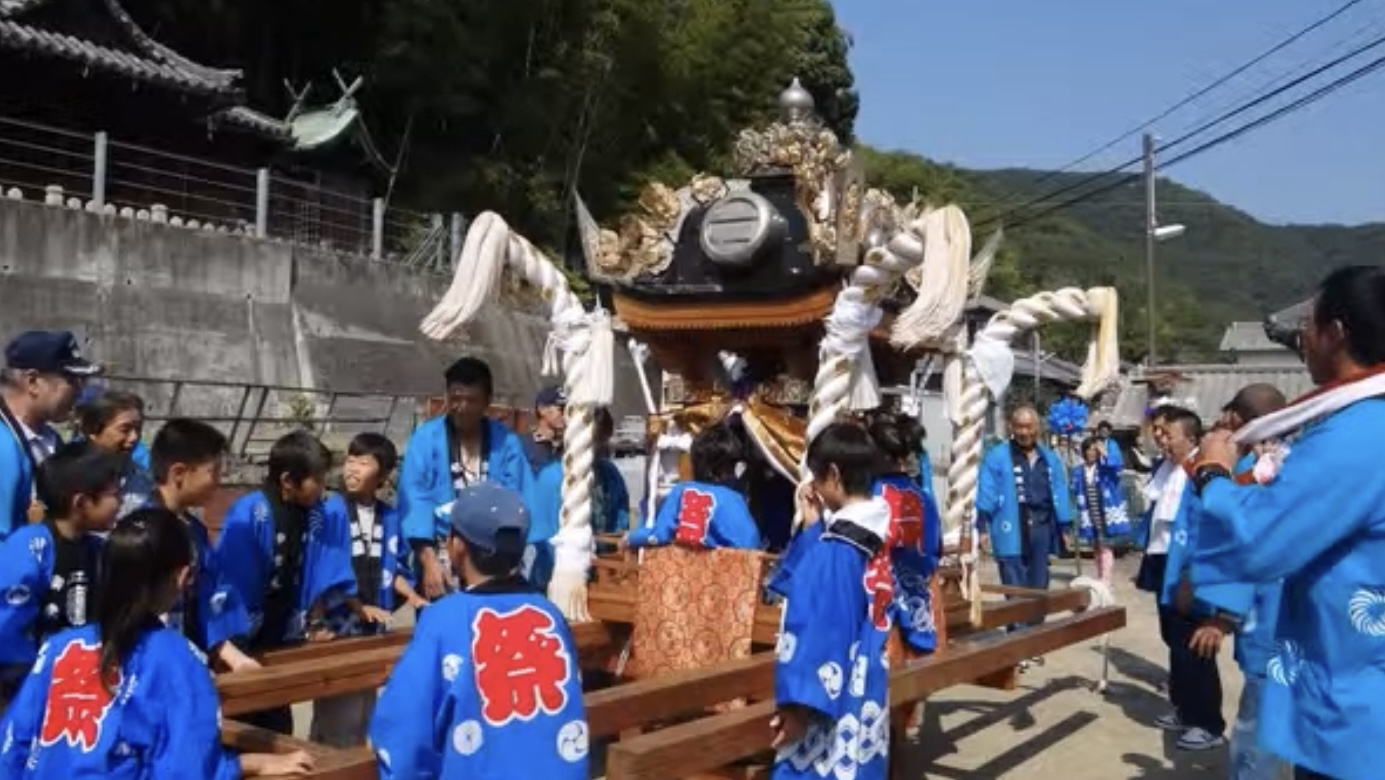
砥堀屋台

- 仁豊野 (泡子八幡神社に屋台奉納)

先代金竹屋台
- 砥堀(春川神社に屋台奉納)

### 氏子地域ではないが例大祭に参加する屋台
- 曽坂村 (新次神社氏子)

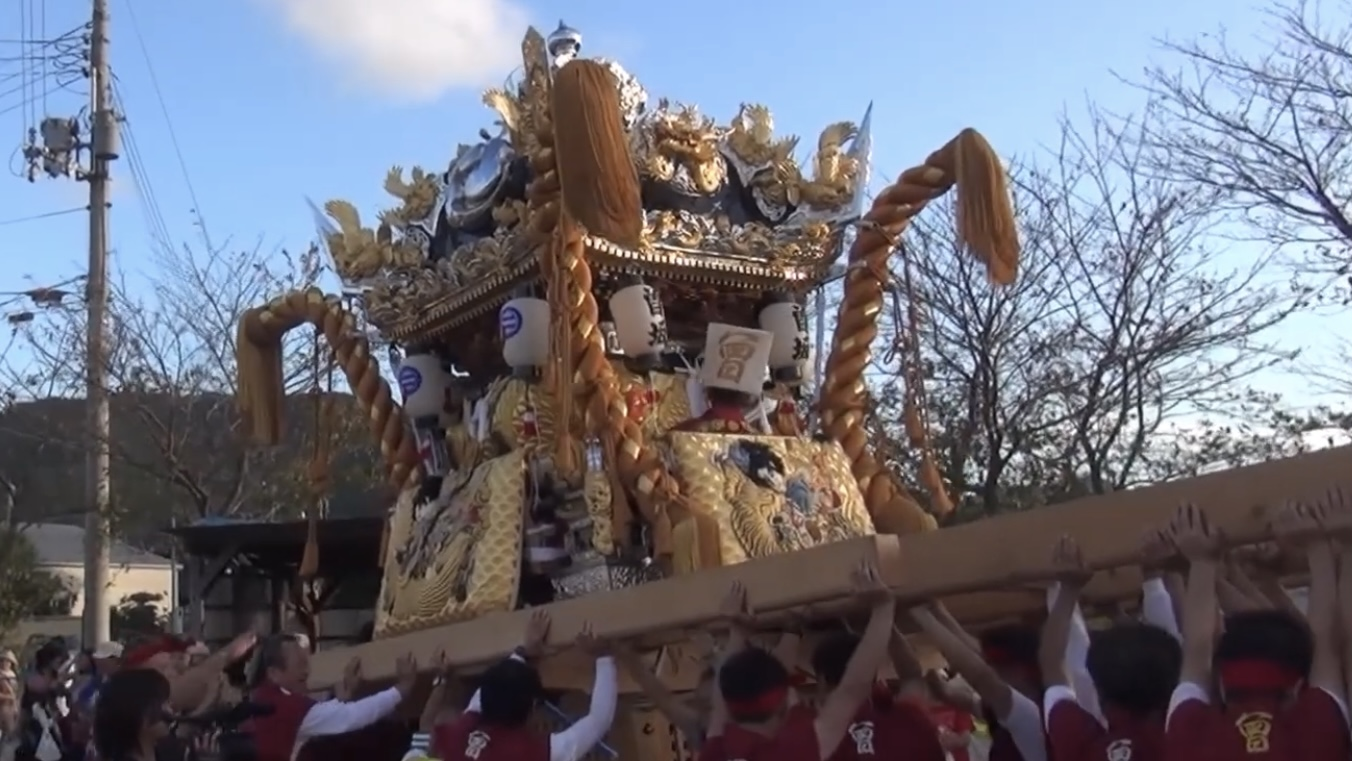
曽坂屋台

制作年、大工は不詳。彫師は二代目松本義廣。狭間は「菅原道真公遊歩の場」、「神功皇后」、「大江山　頼光木渡り」、「名和長年後醍醐天皇お迎えの場」。
高欄掛は「龍、虎、鯉、鷲の退治物」。

### その他
- 萩学園五歳児屋台

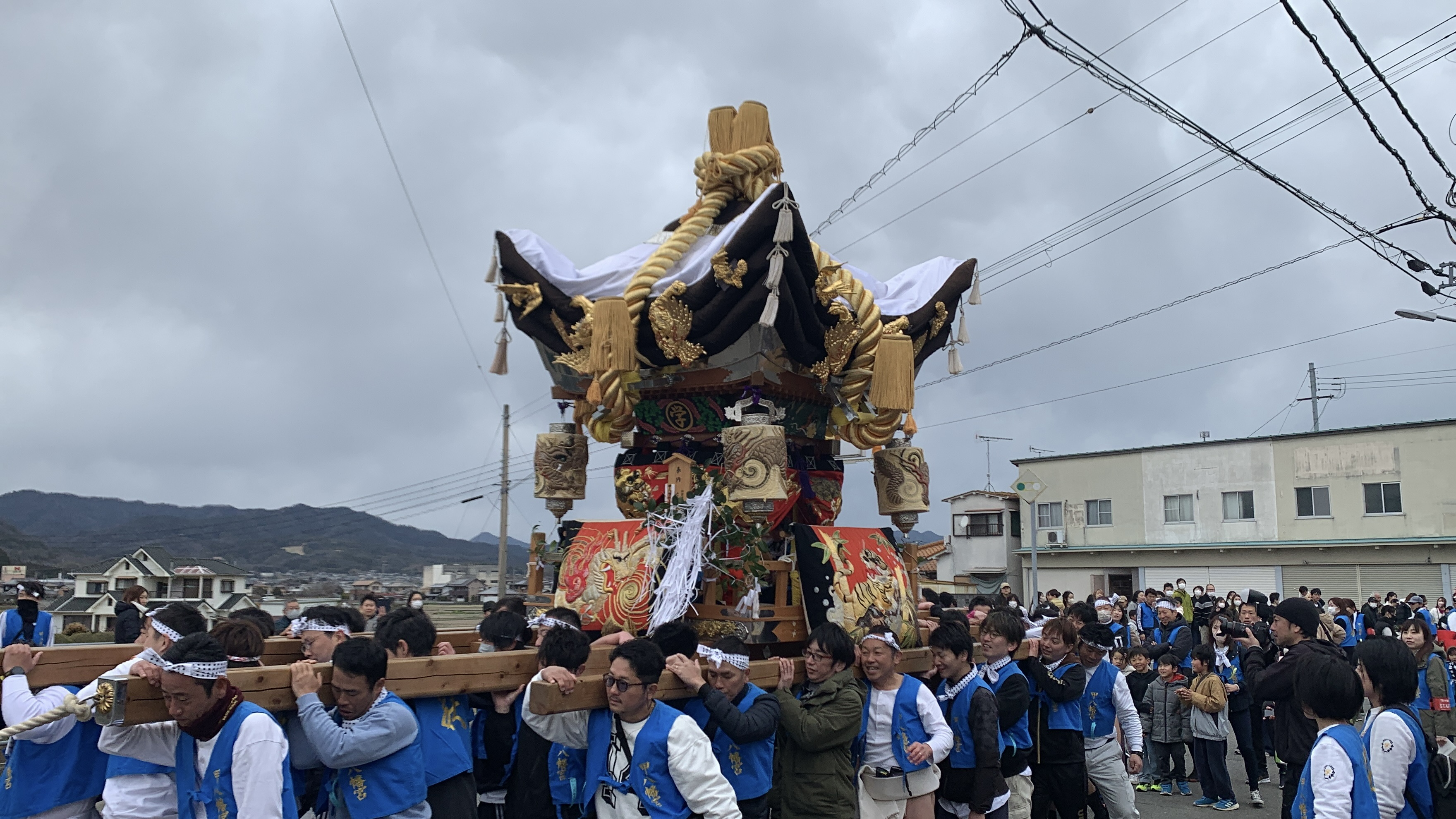
萩祭り 五歳児屋台

シデの色：赤/青 布団の色：黒 梵天：鷹

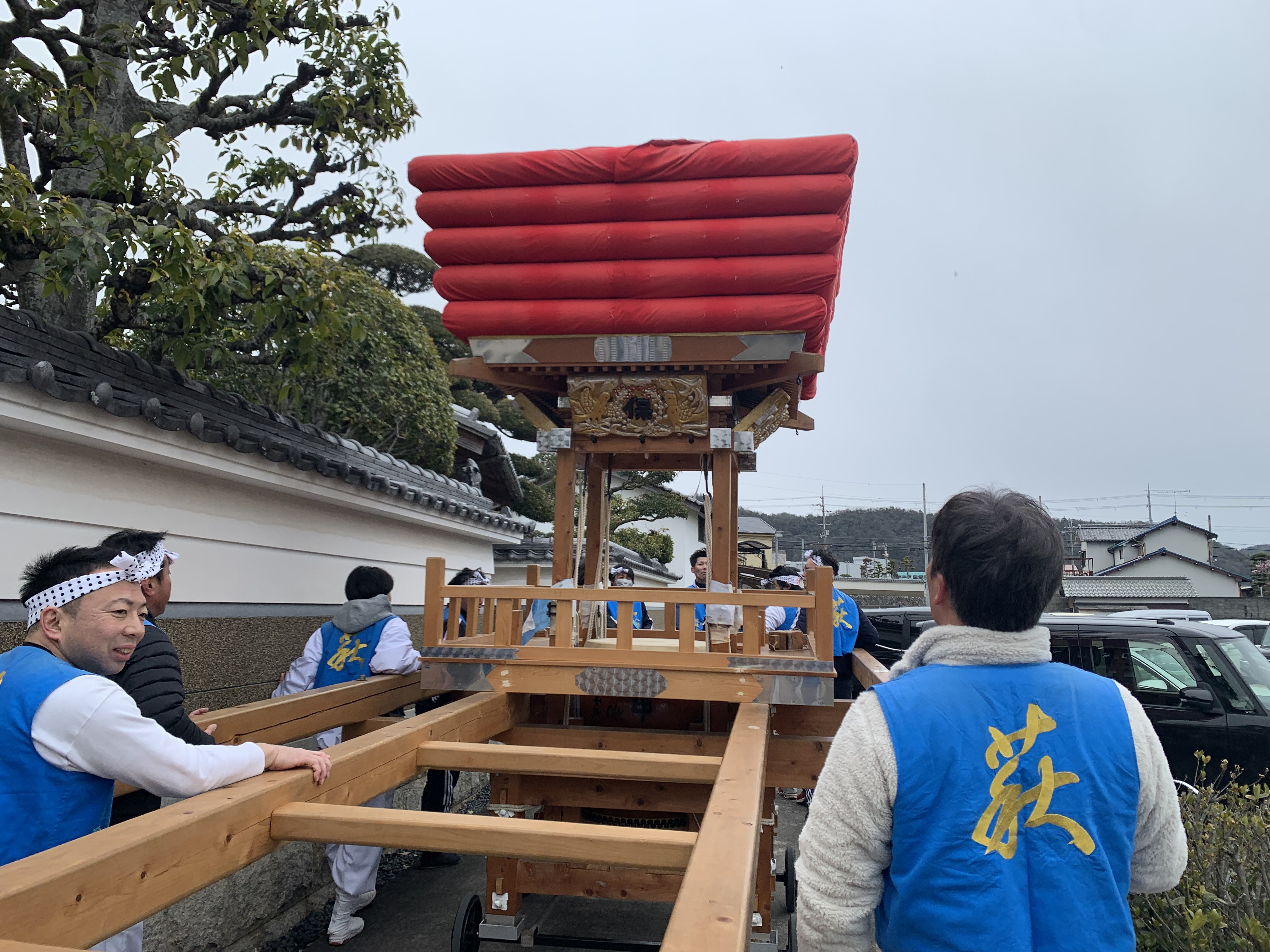
萩祭り 四歳児屋台

甲八幡神社に奉納する屋台で唯一の反り屋根布団屋台である。
提灯は先代岩屋屋台の伊達提灯を使用
- 萩学園四歳児屋台

シデの色：赤/青 布団の色：赤 布団締め：昇り龍
甲八幡神社に奉納する屋台で唯一の平屋根布団屋台である。
姫路市で現在担がれている屋台では唯一平屋根布団を採用しており、屋根も三木市や加古川市に多い三段ではなく五段を採用している。
2017年以降人手不足を理由に奉納を行っていない。

## 交通
- JR西日本播但線仁豊野駅より徒歩40分(約2.9km)
- 神姫バスバス停江鮒団地より徒歩9分(約600m)
- 豊富ランプより車で約7分(4.2km)